# Kathedraal van Košice
De Sint-Elisabethkathedraal in Košice (in het Slowaaks: Dóm svätej Alžbety) is de hoofdkerk van het aartsbisdom Košice.
Ze bevindt zich midden van de Hlavná ulica (Hoofdstraat). De kerk werd gebouwd in gotische stijl ter herinnering aan de heilige Elisabeth van Hongarije en is - met een oppervlakte van 1200 m² en een capaciteit van 5000 personen - de grootste kerk van Slowakije. Ze is tevens de meest oostelijk gelegen gotische kathedraal in Europa.
De constructie van dit gebedshuis had een zekere invloed op gebouwen in naburige steden, zoals Prešov, Bardejov, Sabinov en Rožňava, maar ook op de architectuur van sommige kerken in Polen en Transsylvanië (Sibiu, Brașov, Cluj).
De kathedraal bestaat uit een hoogkoor (waar het hoofdaltaar staat), een sacristie aan de noordkant, een voorportaal aan de zuidkant, en twee zijbeuken.
De indeling van het interieur is uniek.
Vier ondergeschikte beuken kruisen in hun centrum de middenbeuk die dezelfde hoogte en breedte heeft.
Hierdoor ontstaat in het midden van de kathedraal een grote centrale ruimte. Buiten bemerkt men drie frontons, alle met dezelfde afmetingen. Ze zijn rijkelijk versierd met middeleeuws Centraal-Europees beeldhouwwerk.
De bouw van de kerk was gespreid over meer dan 100 jaren: vanaf ongeveer 1380 tot 1490. Sedertdien onderging ze verscheidene renovaties: de belangrijkste vond plaats vanaf 1877 tot 1896 waarbij de originele gotische stijl hersteld werd.
Het complex dat benevens de kathedraal, ook de Sint-Michielskapel en de Urbanustoren omvat, werd in 1970 geproclameerd als nationaal cultureel monument.

## Ligging

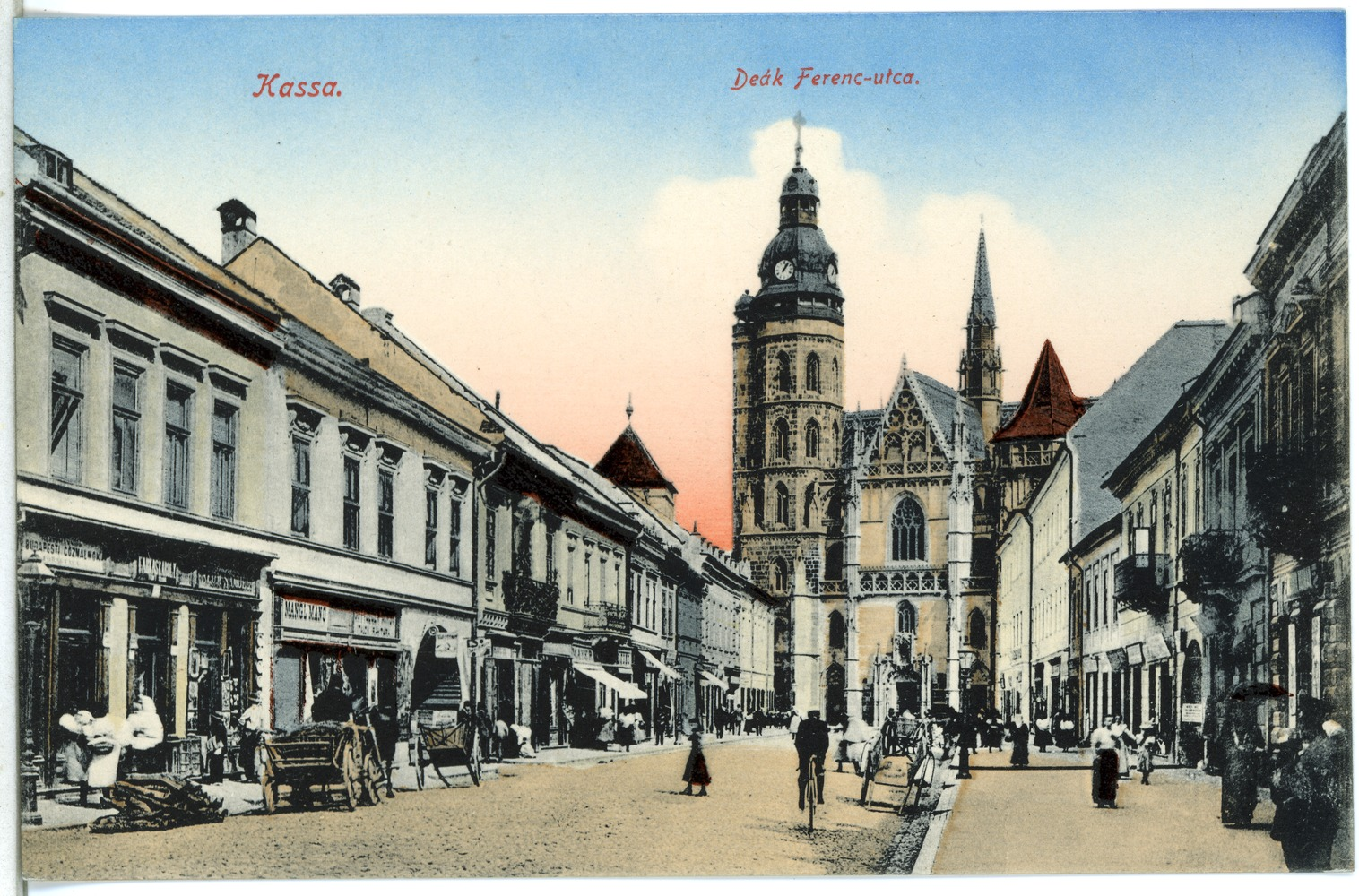
«Alžbetina ulica» met zicht op de Sint-Elisabethkathedraal.

De kerk is gelegen in het oosten van Košice, in het oude stadscentrum (Slowaaks: Staré mesto) en bevindt zich op het kruispunt van de straten Hlavná, Alžbetiná en Mlynská.
Ze heeft een lengte van 60 meter en een breedte van 36 meter. De noordelijke toren heeft een hoogte van 59 meter. De lengte van de middenbeuk is 24 meter, en de kruisbeuken hebben alle een lengte van 12 meter.

## Geschiedenis

### De vorige kerk
De oudste kerk in Košice werd ongetwijfeld gebouwd omstreeks het midden van de 11e eeuw. Ze was opgetrokken in de romaanse stijl, en gelegen op de plaats van de huidige Sint-Elisabethkerk maar was gewijd aan de heilige Michaël.
Ze werd in 1230, in het eerste schriftelijk document aangaande de stad, vermeld als parochiekerk.
Na de vestiging van Duitse kolonies in Košice, in de jaren 1240, toen de heilige Elisabeth patrones van de stad werd, veranderde de kerk van beschermheilige. 
De overgang van het bouwwerk naar de gotische stijl gebeurde onder leiding van Villard de Honnecourt en duurde de ganse tweede helft van de 13e eeuw. Er werd een koorsluiting en gotische gewelven gebouwd, maar de kerk behield nochtans haar romaanse toren. 
Uit de geschriften van paus Martinus IV in 1283 blijkt dat de kerk in dat jaar reeds aan Sint-Elisabeth was opgedragen.
De funderingen van deze romaans-gotische kerk werden blootgelegd tijdens de grote renovatiewerken van de jaren 1882-1884. Het priesterkoor, dat gericht was naar het oosten, omvatte destijds 11,5 bij 10,25 meter en de middenbeuk 27,8 bij 14 meter. Het geheel was 520 m² groot. Deze parochiekerk liep ingevolge een brand schade op in 1380, maar werd hersteld en behield haar functie tot de bouw van de huidige constructie.
Thans zijn nog enkele romaanse objecten zichtbaar, zoals een beeld dat een leeuw voorstelt, de doopvont, en enkele grafstenen.

### Eerste bouwfase vanaf het einde der 14e eeuw, tot 1420

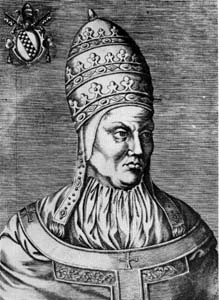
Paus Bonifatius IX

De brand van de oude Sint-Elisabethkerk omstreeks 1380 was de aanleiding voor de bouw van een nieuwe kerk. Het toenmalige weelderige gebouw weerspiegelde de middeleeuwse voorspoed van de stad Košice. De handel en de ambachten beleefden immers (na de toekenning van privileges aan de stad, door de monarchen van het huis Anjou-Sicilië) bloeiende dagen.
De rijke burgerij financierde de bouw van een gotische kathedraal met de hulp van keizer Sigismund van het Heilige Roomse Rijk. Deze laatste besteedde er de helft van een invoerheffingen aan, die de handelaars verschuldigd waren bij hun aankomst in het koninkrijk Hongarije. 
De bouw werd eveneens ondersteund door de Romeinse Curie. Zo gaf paus Bonifatius IX in 1402 een bul uit, met betrekking tot aflaten ten voordele van de pelgrims die een bijdrage offerden voor de bouw van de kathedraal van Košice. Deze werkwijze gold ook voor bezoekers van de Venetiaanse San-Marcobasiliek en voor de Portiuncula in Assisië.
De eerste bouwfase duurde tot 1420. Gedurende deze etappe werd de kerk opgericht volgens het plan van een basiliek met vijf beuken. Het optrekken van de muren ving aan omheen het oorspronkelijke gebouw van de Sint-Elisabethkerk.
Vooreerst werden in de zijbeuken het zuidelijk deel van de koornissen gebouwd. Vervolgens construeerde men de zuidelijke muur, het zuidelijk portaal, en de oostelijke muur waarin twee torenverdiepingen hun plaats kregen.
Een atelier - afdoende uitgerust met de nodige middelen - produceerde ter plaatse stukken in de Silezisch gotische stijl. De kunstenaars van dat atelier werkten op het einde van de 14e eeuw ook voor de bouw van de naburige Franciskanenkerk, in de noordelijke wijk van Košice.
Ter zake bestaat er een geschreven vermelding van 1411 van een zekere meestergast Nicolas evenals een geschrift van een zekere Sigismund die in 1420 beiden in dienst waren van architect Pierre de Buda.

### Tweede bouwfase van 1420 tot 1440
Na 1420 bracht een nieuw atelier een belangrijke verandering in het bouwontwerp.
De indeling van de basiliek in vijf laatgotische beuken was inmiddels in de tijdsgeest voorbijgestreefd. Een behoefte aan hoge gewelven, licht en ruimte, leidde tot het verlaten van het originele plan en tot een vermenging van de zijbeuken, hetgeen resulteerde in een kathedraal met drie beuken. Daarbij had het transept dezelfde hoogte als de middenbeuk. Dit transept werd op een ongewone manier geïntegreerd in het middelpunt van de middenbeuk, waardoor in het centrale deel van de kerk een brede ruimte ontstond.
De plaatsing van beeldhouwwerken aan het hoofd- en aan de zijportalen, evenals de decoratie, was voorzien in de tweede bouwfase. Deze verfraaiing was geïnspireerd door kunstwerken in Praag en Krakau, die tot het hogere niveau van de gotische beeldhouwkunst behoorden. De invloed van meester Petr Parlér die voordien - tijdens de tweede helft van de 14de eeuw - gewerkt had aan de Sint-Guidokathedraal in Praag, was duidelijke zichtbaar aan de vorm van de koninklijke bidkapel en de bijhorende wenteltrap.
In die tijd werkte men ook verder aan:
- de noordelijke buitenmuur van de veelhoekige koorsluiting in de noordelijke kruisbeuk, en aan
- de toren met acht verdiepingen, genaamd Sigismundtoren.

Op het einde van deze tweede fase was de kerk gereed voor de bouw van gewelven en bijgevolg werd het tijd om de oude kerk te ontmantelen. De parochiekerk werd dan tijdelijk ondergebracht in een vlakbij gelegen kapelletje, dat destijds als Sint-Michielskerkje bekend stond, en waarvan de bouw reeds voltooid was omstreeks het einde van 1400.

### Derde bouwfase van 1440 tot 1462
Na de sloop van de oude Sint-Elisabethkerk werd het stervormig gewelf van het nieuwe gebouw voltooid. De steunpunten tussen de traveeën werden afzonderlijk gebouwd, zonder deze traveeën te kruisen. In deze fase werd ook de sacristie gebouwd evenals het hoogkoor.
De Sigismundtoren werd in dezelfde periode afgewerkt en in 1453 werden op de vijfde verdieping de stadswapens gebeeldhouwd, volgens een pas door koning Ladislas I van Bohemië bepaalde indeling.
Het jaartal 1462, gegraveerd boven het portaal van de hoofdingang, duidde het einde der torenwerken aan.

### Vierde bouwfase: van 1462 tot 1490
Nadat de Sigismundtoren was afgewerkt, verschoof de aandacht naar de zuidelijke toren, die de naam kreeg van de toenmalige koning, weldoener en gulle schenker: Matthias Corvinus.
Doordat er voor deze werken andere leidinggevenden waren, werd de Matthias Corvinustoren geconstrueerd met meer versieringen en met een meer verticale structuur dan de Sigismundtoren.
Gelijktijdig geraakte het zuidelijk portaal en zijn fronton voltooid. Op dit portaal vindt men thans nog verscheidene aanduidingen met betrekking tot de omvang van de giften geschonken door Matthias Corvinus.
Vanaf ongeveer 1464 tot 1490 werkte een bouwmeester in vast dienstverband op de werf. Volgens historische bronnen was zijn naam: Stephanus Lapicidus, ook Maister Steffen Staimecz Werkmaister zu Khassaw genoemd. Hij was vermoedelijk van Duitse afkomst, was een beschermeling van koning Matthias Corvinus en leidde in de stad een atelier met eigen werklui.
Door zijn goede reputatie had hij in 1464-1465 - benevens zijn werk in Košice - eveneens de bouwopdracht voor een nieuwe Sint-Egidiuskerk in Bardejov.
In de kathedraal bouwde Stephanus Lapicidus de zijkapellen die niet op de originele plans voorkwamen, maar wel gewenst waren en gefinancierd werden door welgestelde families.
De volgende elementen werden geconstrueerd :
- in 1475, met de geldelijke hulp van senator Auguste Cromer: de kapel van het Heilig Kruis;
- in 1477, met een gift van de familie Satmáry: de kapel van de Heilige Maagd Maria;
- naar het einde van de 15de eeuw: de Sint-Jozefskapel aan de noordelijke muur. Deze kapel is thans verdwenen.

Het stenen tabernakel was een creatie van Stephanus Lapicidus, en naar alle waarschijnlijkheid was dat ook het geval voor het reliëf van Sint-Elisabeth tegen de muur van de sacristie.
De regeerperiode van Matthias Corvinus strekte zich uit van 1458 tot 1490 en stemde ongeveer overeen met de vierde bouwfase. Ze werd gekenmerkt door belangrijke kunstontwikkelingen met een rijk gotisch meubilair als resultaat. Daarvan kon in de loop der jaren slechts een klein gedeelte bewaard worden. Desondanks kan men heden ten dage nog steeds het hoofdretabel van Sint-Elisabeth bewonderen. Het werd van 1474 tot 1477 verwezenlijkt door vier of vijf anonieme auteurs.

### Laatste bouwfase: 1491-1508
Na het overlijden van koning Matthias (†1490) kende Hongarije een successieoorlog tijdens dewelke de Poolse regent Jan I Albrecht in 1491 in Košice zetelde. Als gevolg daarvan onderging Košice voor het eerst in de geschiedenis een bombardement, waarbij de kathedraal hard geraakt werd. Het herstel werd toevertrouwd aan Nikolaus Krompholz uit Nysa, bijgestaan door architect Václav uit Praag.
Volgens de inscripties op de westelijke gevelkroonlijst duurden hun werkzaamheden van 1496 tot 1498.
Vanaf 1496 tot 1497 herstelden ze aan de Sigismundtoren het dak en de frontons. Bovendien werd er een uurwerk aangebracht. 
Onder hun leiding werd in 1508 ook de pastorij afgewerkt. Dit jaartal markeert het einde van de bouw der kathedraal. Deze evolutie wordt bevestigd in een rol perkament waarop het jaar en de naam van architect Krompholz voorkomen. Het document in kwestie werd 400 jaar na de feiten, in een steunpijler van de pastorij, tijdens restauratiewerken in 1908 aangetroffen.

### Reformatie en contrareformatie
In 1556 brak in Košice een brand uit, die aan de kathedraal vernielingen toebracht. De herstellingswerken werden tot een goed einde gebracht door architect Stanislav uit Krakau, de meester-timmermannen Juraj en Gabriël, evenals steenhouwer Matej.
Vanaf 1556 kwam de kathedraal echter in de handen van de protestanten. Zij bezetten de tempel tot 1604: het jaar waarin de aartsbisschop van Eger de kerk met geweld terug in het bezit nam. Deze geestelijke vocht tegen het oprukken van het Turkse leger dat sedert 1597 Košice had ingenomen en ook de stad Eger (zetel van het aartsbisdom) bezette.
Maar de machtige edelman István Bocskai (Cluj-Napoca 1557 - Košice 1606) schonk de kathedraal aan de calvinisten, die ze slechts in 1671, op bevel van keizer Leopold I, aan het kapittel van Eger teruggaven. Vrij spoedig werden noodzakelijke herstellingen uitgevoerd en de kapittelschat werd naar de kerk overgebracht.
Doch tijdens de opstand van Imre Thököly in de jaren 1682 tot 1685, viel het gebedshuis weer in handen van de protestanten. 
Op de Sigismundtoren werd het katholieke kruis vervangen door een vergulde haan.
In 1685 kwamen de katholieken definitief terug in het bezit van de kerk. Het kapittel van Eger werd gemachtigd om inwoners van Košice streng te straffen, indien ze zich hadden schuldig gemaakt aan plundering van monstransen, kelken of kerkelijke waardevoorwerpen.

### Barokperiode
In 1706, tijdens de belegering van de stad door de troepen van Frans II Rákóczi (Borsi 1676 -  Rodosto 1735) liep het gebouw opnieuw schade op, hoofdzakelijk aan de zuid- en de westkant. Nadat Rákóczi de stad had veroverd, liet hij de kerk ter beschikking van de katholieken.
Gedurende de 18de eeuw onderhield en herstelde men regelmatig. Verscheidene delen van de tempel werden van meubelen voorzien. In de tweede helft van de 18de eeuw bezat de kerk 14 retabels, tegenover 10 heden ten dage.
Na de brand van 1775 werd de galerij van de Sigismundtoren verfraaid met een koepel in rococo-stijl. Op 10 augustus 1804 werd het rooms-katholieke bisdom van Košice gecreëerd: de parochiekerk bekwam de titel van kathedraal.

### Restauratie 1858-1863

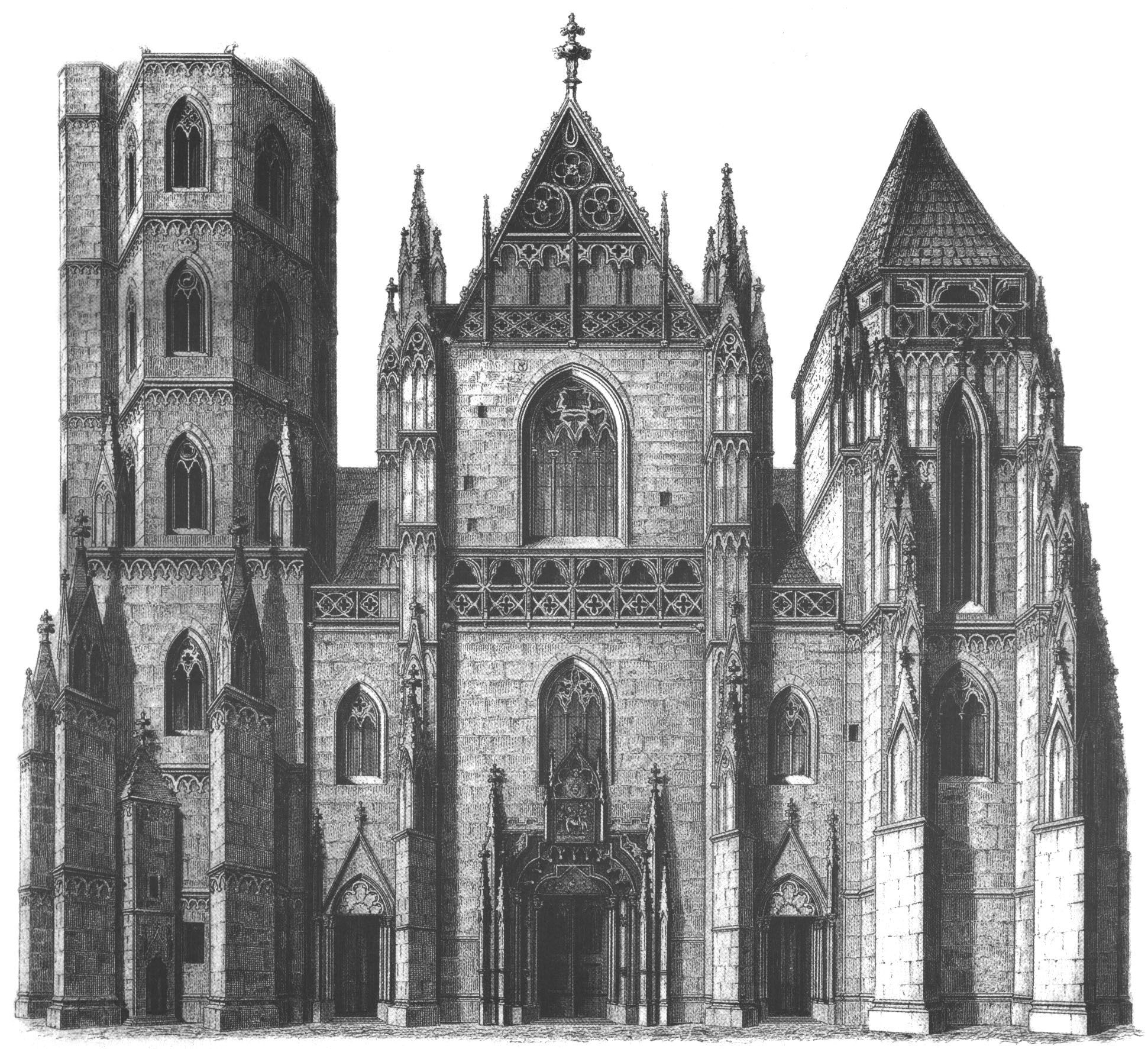
Gravure door Fuchsthaller. Zicht op de gevel, vóór de reconstructie door architect Imre Henszlmann.

Na eeuwen van godsdienstoorlogen en een chronisch gebrek aan onderhoud, was bij de aanvang van de 19de eeuw een renovatie noodzakelijk. Daarenboven trof in 1834 een aardbeving de stad en in 1845 liep ingevolge een overstroming een massa water tot aan de kathedraal, waardoor de tegelvloer op sommige plaatsen sterk beschadigd werd.
Onder impuls van de neogotische beweging, en met de afwerking van de Dom van Keulen in diezelfde periode als voorbeeld, namen twee invloedrijke personen het initiatief voor een volledige renovatie:
- Ignác Fábry, van 15 mei 1852 tot 26 juni 1867 bisschop van het bisdom Košice,
- architect Imre Henszlmann (Košice 1813 -  Boedapest 1888), stichter van Kunstwetenschappen en monumentenherstel van Hongarije.

In 1857 werd de Maatschappij van de Sint-Elisabethkerk gesticht. Haar leden leverden bijdragen voor het herstel van de kathedraal, hetgeen verwezenlijkt werd tussen 1856 en 1863. De Keizerlijke commissie en de koninklijke centrale voor de bescherming en renovatie van monumenten hield toezicht onder de leiding van architect Henszlmann in hoogsteigen persoon. De uitvoering van de werken berustte bij de architecten Károly Gerster en László Frey.
Gedurende bisschop Fabry’s renovatie verving men enkele standbeelden aan de portalen. Op het dak kwam keramiek in de plaats van gewone dakpannen.
Men plaatste nieuwe glas-in-loodramen, herstelde het zuidelijk voorportaal en bracht romantische muurschilderingen aan. Daartegenover stond dat geen enkele verbetering werd aangebracht aan de essentiële structuren van de kathedraal die destijds reeds niet meer gezond waren. Sommige pilaren waren schuin verzakt doordat de laag kiezelzand waarop de basis rustte, door water geïnfiltreerd was.
Met de breuken in de gewelven en in de bogen was bij de renovatie weinig rekening gehouden: zij werden eenvoudig verborgen onder een verflaag of versterkt met houtwerk. In 1875, als gevolg van een storm, deden deze nalatigheden zich voelen: de kathedraal had de staat van gevorderde bouwvalligheid bereikt en de gewelven stonden op inzakken.

### Grote renovatie 1877-1896

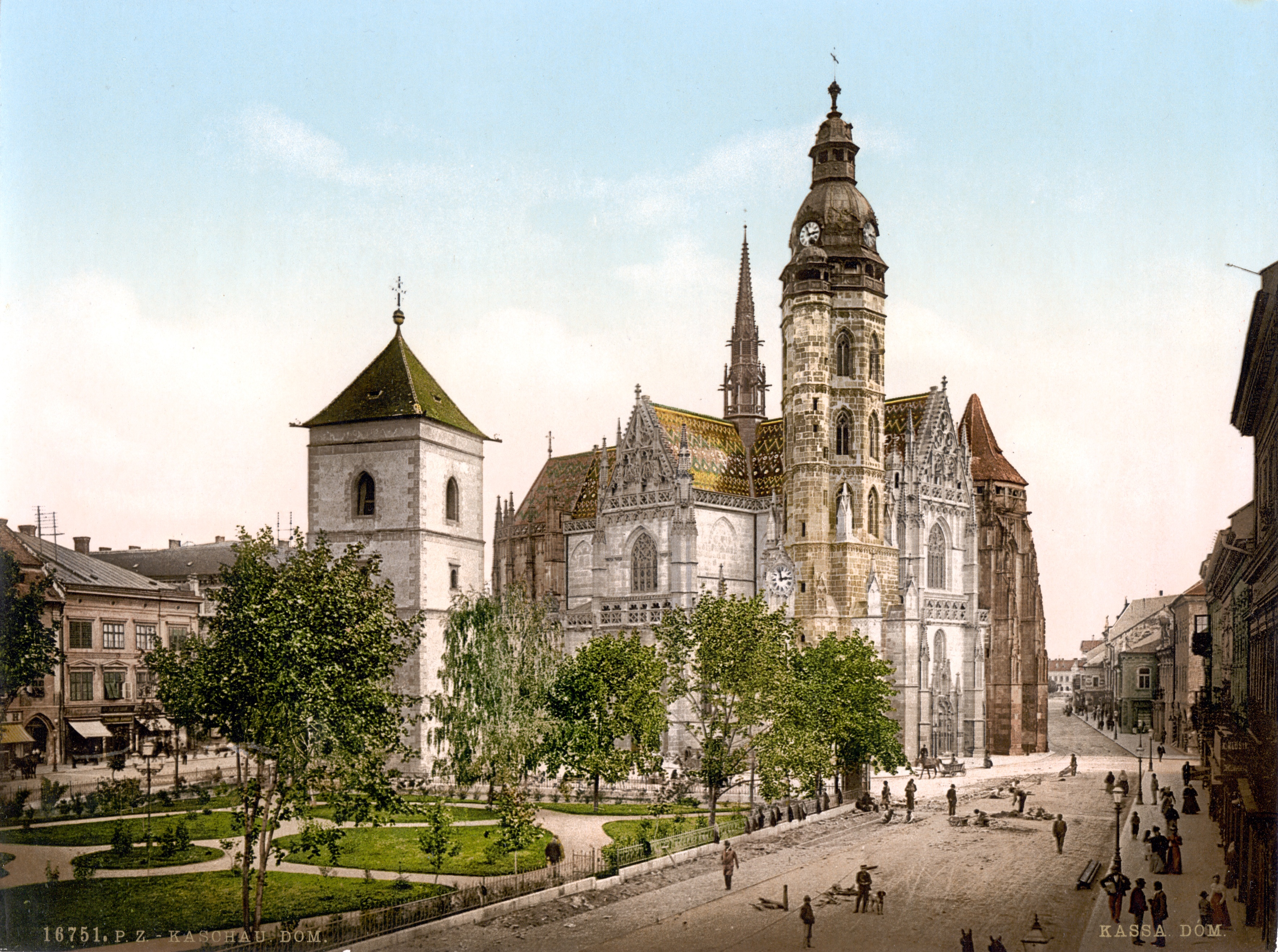
De kathedraal omstreeks 1900

De toenmalige bisschop, Janos Perger, had de Hongaarse regering ingelicht, aangaande de rampzalige toestand van de kathedraal. Dientengevolge was in 1872 een Tijdelijke Hongaarse Commissie voor monumenten in het leven geroepen, met aan het hoofd de in Košice geboren architect: Imre Henszlmann. Deze besliste dat de renovatie van de kathedraal een absolute prioriteit had, en met regeringshulp werden (op staatskosten) van 1877 tot 1896 werken uitgevoerd.
Het project werd geleid door Imre Steindl, die hoogleraar middeleeuwse architectuur was, aan de Koninklijke Technische Jozefuniversiteit van Boedapest. Op basis van de breuken in de gewelven verklaarde hij dat de onderlinge opstelling van de pilaren in het schip en in de beuken, de oorzaak was van de gebrekkige stabiliteit van het gebouw.
Hij bestudeerde de kathedraal volgens uiterst strenge bouwkundige principes. Het gebouw was ontworpen voor vijf beuken, maar in de plaats daarvan er waren er slechts drie verwezenlijkt. Imre Steindl realiseerde de vijf beuken en voegde in de zijbeuken een rij pilaren toe. 
De vorm van de middeleeuwse stergewelven in de middenbeuk en in de zijbeuken werd aangepast. Het oude priesterkoor werd afgebroken; in de plaats liet Steindl een uitgebreide replica bouwen met een groter aantal pijlers. Steindls tussenkomst had ook betrekking op het exterieur: restauratie van de gevels, de frontons, steunberen, waterspuwers en dakgoten. Hij vernieuwde op ingrijpend wijze de versiering van de portalen en veranderde het dak van de Matthiastoren. Aan de noordzijde liet hij de Sint-Jozefskapel (in laatgotische stijl) slopen, aangezien ze afbreuk deed aan de stilistische zuiverheid, maar aan de viering voegde hij een kleine toren toe.
Op de originele plannen van Steindl dienden alle niet-gotische delen vervangen te worden door neogotische elementen. Hij ontwierp voor de Sigismundtoren (ter vervanging van de rococo-koepel) een achtkantige pyramidale klokkentoren, rijkelijk voorzien van stenen versieringen.
Hij wilde eveneens de Matthiastoren afwerken in de stijl die bij de Duitse neogotische kathedralen gebruikelijk was. Deze bedoelingen werden echter verworpen, enerzijds omdat de commissie wenste dat zo weinig mogelijk oude stenen zouden vervangen worden door nieuwe, en anderzijds omdat voor de integrale ombouw van de torens naar de gotische stijl de financiële middelen niet beschikbaar waren. Deze realiteit had eveneens tot gevolg dat men genoopt was goedkope bouwmaterialen te gebruiken.
Voor de vervanging van de steunberen aan de koorsluiting gebruikte men in 1878-1882 zandsteen uit de steengroeve van Spišské Vlachy, die goedkoop was maar van slechte kwaliteit. Deze steensoort ontbond reeds na korte tijd, met als gevolg dat de waterspuwers van het koor moesten verwijderd worden vermits ze op de voorbijgangers van de hoofdstraat Hlavná dreigden te vallen. Voor de herstellingen vanaf 1882, gebruikte men zandsteen van goede kwaliteit, afkomstig van Králiky in de regio Banská Bystrica.
De werkleider in de periode van 1877 tot 1880 was Jozef Weber die ook de werken leidde aan de Sint-Egidiuskerk in Bardejov.
Vanaf 1880 tot 1896 had de Weense architect Friedrich Wilhelm Fröde de leiding en de Oostenrijkse architect Friedrich von Schmidt voerde het toezicht op de werf uit. Deze laatste renoveerde in deze neogotische periode gelijktijdig de Sint-Stephansdom in Wenen en het kasteel van Karlštejn in Bohemen.
Toen architect Imre Steindl - die een leerling was van Friedrich von Schmidt - anno 1885 in Boedapest begon te werken aan de bouw van het parlement, liet hij zich vervangen door zijn rechterarm: Otto Sztehló. Deze architect paste voor de voor de bouwstijl van de Matthiastoren en voor zijn renovatie, een bewarende werkwijze toe, in tegenstelling tot zijn voorganger. Van een wederopbouw in neogotische stijl werden dus de Sigismundtoren en de Matthiastoren gespaard, met uitzondering evenwel van het dak van deze laatste, de binnenkant van de buitenmuren, de middeleeuwse portalen en de beeldhouwwerken, zowel binnen als buiten het koor.
De wijding van de gerenoveerde kathedraal gebeurde in 1886, in aanwezigheid van de aartsbisschop van Eger: József Samassa. Dit viel samen met de feestelijkheden ter gelegenheid van het duizendjarig bestaan van het koninkrijk Hongarije. Vanaf die gebeurtenis werden talrijke neogotische meubelen (retabels, beeldhouwwerk, schilderijen) door de Hongaarse clerus geschonken, en in het bijzonder door de bisschop van Košice: mecenas Zsigmond Bubics.
In 1906 bouwde men een nieuwe crypte onder de noordelijke dwarsbeuk, naar het ontwerp van architect Frigyes Schulek. Ze was bestemd om het stoffelijk overschot van prins Frans II Rákóczi en zijn medestanders in onder te brengen. Deze nationale helden waren overleden tijdens hun ballingschap in het Ottomaanse Rijk.

### Renovatie van 1978 tot heden

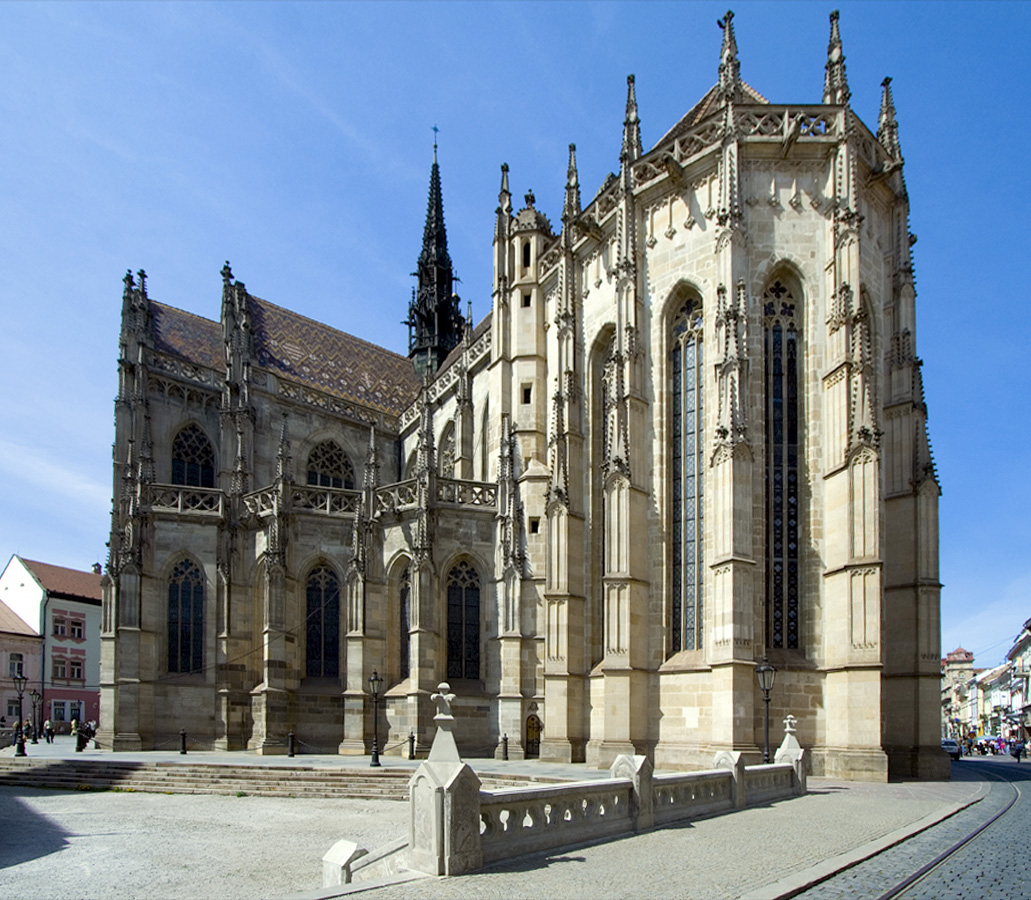
Zicht op het hoogkoor

In 1970 werd het geheel van de Sint-Elisabethkathedraal en haar onmiddellijke omgeving gedecreteerd als nationaal cultureel monument. Daarmee werd een nieuwe belangstelling opgewekt voor het gebouw dat niet meer in de allerbeste staat verkeerde, in weerwil van de betrekkelijk recente restauratie van de jaren 1877-1896.
De voornaamste reden voor de achteruitgang was de slechte kwaliteit van de zandsteen, in het verleden gebruikt voor de vervanging van het beeldhouwwerk in de open lucht. Alle architecturale sculpturen (kroonlijsten, waterspuwers en pinakels) waren hetzij beschadigd door het regenwater, hetzij gedemonteerd. De staat van verwaarlozing van de versieringen aan het noordelijk portaal was algemeen bekend.
De renovatiewerken begonnen in september 1978 met het ontwerpen van gedetailleerde architecturale plans. Na een korte onderbreking werd het werk opnieuw aangevangen in 1984. In tussentijd ondernamen de plaatselijke autoriteiten een diepgaande renovatie van het historisch centrum van Košice dat in 1983 de titel stedelijk erfgoedreservaat had gekregen. Dit reservaat is het grootste in Slowakije. Een bijkomende factor was het verbod van autoverkeer in de hoofdstraat «Hlavná ulica» gevolgd door het opheffen van het tramverkeer in 1986. Er werd beslist dat de kathedraal zou bewaard worden in de vorm die ze had na de grote renovatie van de 19de eeuw.
De werken vingen aan met het herstel van de dakbekleding van de middenbeuk en de zijbeuken, waarbij men de keramische tegels verving en het kleurenmotief van het einde der 19e eeuw handhaafde. Vervolgens renoveerde men de vieringtoren: om deze te vervolledigen had men 264 tinnen sierstukken nodig. In 1989 werden de herstellingskosten geraamd op een kwart miljard Tsjecho-Slowaakse kroon (€ 8.298.500 volgens de omzettingskoers op 1 januari 2009).
In de periode van 1985 tot 1992 vernieuwde men de zwaarst beschadigde delen van het koor en de sacristie. De uitvoering van het werk werd toegekend aan de onderneming Pracownie Konserwacji Zabytków uit Krakau.
Het was noodzakelijk nieuwe kroonlijsten, waterspuwers en pinakels te ontwikkelen in overeenstemming met de beschikbare documentatie in de stadsarchieven. Op dezelfde wijze werden de trappen van de torentjes aan het koor vernieuwd.
De waterspuwers werden vervaardigd in overeenstemming met de originele middeleeuwse in de musea bewaarde modellen. Men restaureerde eveneens het interieur van het priesterkoor en de crypte van Frans II Rákóczi.
In de jaren 1992-1995 was de renovatie gericht op de reiniging en het behoud van de zuidelijke gevel. Aan de Sigismundtoren werkte men van 1995 tot 1997: hier verving men het koperen dak in rococo-stijl. De originele sierelementen in verguld tin, daterende van 1775, werden gereinigd en indien nodig vervangen.
Anno 2008 beëindigde men de renovatie van de crypte van Frans II Rákóczi en in 2009 het noordelijk portaal. In 2011 voerde men werken uit, aan de noordelijke gevel. De Matthiastoren zou deel uitmaken van de volgende stap.

## Interieur

### Retabels

#### Retabel van Sint-Elisabeth

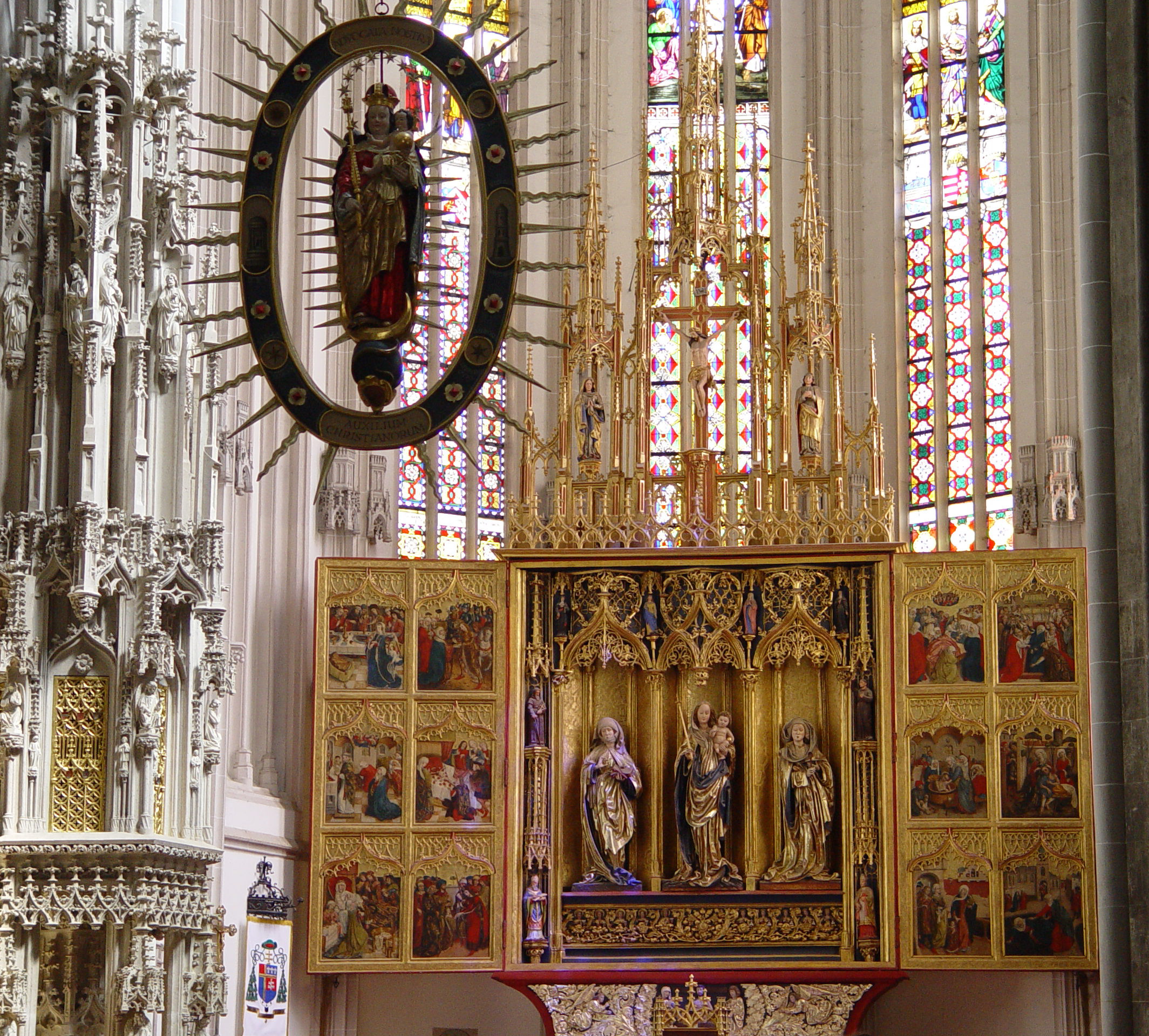
Retabel van Sint-Elisabeth

In de kathedraal zijn tien retabels opgesteld. Het belangrijkste, gemaakt tussen 1474 en 1477, is gewijd aan Sint-Elisabeth en is versierd met een drieluik waarin 48 gotische schilderingen en beeldjes (in drie scènes) zijn ondergebracht.
Zijn afmetingen zijn:
- hoogte: 12,60 m
- breedte met open luiken: 8,10 m
- hoogte van het beeld van de maagd: 206 cm
- hoogte van de trog: 440 cm
- breedte van de trog: 410 cm
- diepte: 70 cm.

De bijzonderheid van het retabel bestaat uit de twee paren luiken. Elk luik draagt op de voorkant zes gotische schilderijtjes. In totaal zijn 48 schilderijtjes verdeeld over drie thema’s. De gewone opening van de luiken toont scenes uit het leven van Elisabeth. Tijdens de vastenperiode voorafgaand aan Pasen wordt het eerste paar luiken gesloten en toont men 24 taferelen uit de Paastijd. De 12 laatste scènes vertonen in de adventperiode een schouwspel uit het leven van de Maagd Maria. Dit triptiek is het enige in Europa bewaard gebleven originele exemplaar met drie cycli op twee luiken. 
Op artistiek vlak hebben de scènes uit het leven van Sint-Elisabeth de grootste waarde. Ze werden in het decennium 1470 door een onbekende auteur vervaardigd. Zeven schilderijtjes van de twaalf stellen elementen voor uit het leven van Sint-Elisabeth, drie schilderijtjes illustreren scènes uit legenden aangaande Elisabeths leven, en twee scènes tonen haar liefdadige activiteiten.
In het midden van het retabel, in de trog, bevinden zich drie standbeeldjes. Het eerste links stelt Maria voor met een boek in de hand. In het midden de maagd met het kind, en ten slotte Elisabeth van Hongarije met een lepel in de hand.

#### Retabel van de Blijde Boodschap
Dit retabel werd gerealiseerd in 1516 op vraag van een rijke koopman uit Košice: Michal Günthert. Het centrale motief dat de Maagd Maria voorstelt die haar nicht Elisabet ontmoet, is ondergebracht in de kist. Het retabel is uitgerust met twee luiken. In open stand worden de volgende scènes afgebeeld:
- de begroeting door de engelen
- de geboorte van Christus
- de aanbidding door de drie wijzen
- de vlucht naar Egypte.

In gesloten stand ziet men een voorstelling van de heiligen:
- Catharina van Alexandrië
- Johannes de Doper
- Barbara de Grote martelares
- Sint-Jan Evangelist.

Het voetstuk van het retabel is beschilderd met motieven van de lijdensweg, de Maagd Maria, Sint-Jan Evangelist, Sint-Michaël en Margaretha van Antiochië. Deze laatsten waren de patroonheiligen van de weldoenersfamilie Günthert.
In tegenstelling tot het hoofdretabel, is het siertorentje van het Retabel van de Blijde Boodschap in laatgotische stijl vervaardigd. Het is gedecoreerd met:
- een geheel van drie beelden die de drie huwelijken van Sint-Anna voorstellen;
- een voorstelling van de apostelen;
- de Maagd Maria.

#### Retabel van Sint-Antonius van Padua
Het bijzondere van dit retabel is het feit dat het samengesteld werd uit twee retabels in laat-gotische stijl, die dateerden van de eerste helft van de 15de eeuw. Beide stukken werden gered uit de grote brand die in 1556 de stad trof. De ouderdom van het schilderwerk op de luiken overtreft die van alle andere hier aanwezige retabels.
Op de twee kanten ziet men een voorstelling van 16 heiligen. Het geheel werd in 1860 versierd met een afbeelding van Sint-Antonius van Padua, gemaakt door schilder František Klimkovic uit Košice.

#### Retabel van de Heilige Familie
Dit neogotische retabel werd vervaardigd op vraag van bisschop Zsigmond Bubics van Košice teneinde er een laatgotisch schilderij van de Heilige Familie in onder te brengen. Dit merkwaardige schilderij uit 1516 is afkomstig van Tirol en  verbeeldt Sint-Anna en de Boom van Jesse. Het schilderij werd besteld door de familie van apotheker Bertalan Czottman. Deze laatste, zijn echtgenote, hun wapenschild evenals de wapenschilden van Košice, komen alle voor op het schilderij. Achter het stadswapen ziet men een mortel: het symbool van de apothekers.

#### Retabel van Sint-Anna
Dit meubel is gemaakt in neogotische stijl ter ere van Sint-Anna. Het werd in 1896 voor de kathedraal aangekocht ter gelegenheid van het duizendjarig bestaan van het koninkrijk Hongarije, en ook om het einde van de restauratiewerken te vieren. Het was een gift van de toenmalige bisschop Zsigmond Bubics.

#### Retabel van de drie wijzen
Dit was een gift van bisschop Zsigmond Bubics. Het dateert van 1896 en werd aangekocht in Parijs.

#### Retabel van Sint-Jozef
Het retabel van Sint-Jozef is een gift van de bisschop van de stad Vác in Hongarije: Konstantin Schuster. Deze geestelijke schonk het in 1896 aan de kathedraal. Het werd gemaakt door Lajos Lantay, een beeldhouwer uit Pest. Sommige delen ervan werden aangekocht in Brussel.

#### Retabel van Stefanus I de Heilige
Dit retabel, opgedragen aan Stefanus I van Hongarije, Vorst der Magyaren, was een gift van kanunnik Ferenc Pagács. Het werd gesneden uit hout door Ferdinand Stufflesser.

#### Retabel van de drie martelaren van Košice
De martelaren van Košice (Marko Krizin, Stephan Pongrácz en Melchior Grodziecki) werden heilig verklaard in 1905. Het hen opgedragen retabel werd door Ludovít Tihany in Banská Bystrica gemaakt in het jaar 1923.
De relieken van de martelaren worden bewaard in een kleine kast aan de voet van dit retabel.

#### Retabel van het Heilig Kruis
Het retabel van het Heilig Kruis is het jongste in de reeks en werd het meest recent in de kerk opgesteld.
Het werd in 1931 in Košice vervaardigd door Vojtech Buchner bij wijze van herinnering aan de slachtoffers van de Eerste Wereldoorlog. Twee metalen panelen aangebracht nabij het retabel, vermelden de namen van de personen die financieel bijdroegen voor de vervaardiging van het stuk.

#### Elders ondergebrachte retabels
- Het retabel van het Laatste Avondmaal: dit triptiek van het einde van de 15de eeuw is verwijderd en ondergebracht in het Museum van Oost-Slowakije.
- Het retabel van Sint-Johannes-de-Doper: dit neogotische retabel werd in 1516 vervaardigd voor een schilderij dat op beide kanten beschilderd was. Het maakte deel uit van het meubilair van de kathedraal tot 1944. Na zijn renovatie in de jaren 1965-1970 bleef het in het Museum van Oost-Slowakije. De ene zijde van het schilderij toont het doopsel van Christus in de Jordaan. Op de andere zijde is de martelaar Sint-Jan afgebeeld. Het betreft een schilderij van zeer hoge kwaliteit met stijlinvloed van de Nederlandse renaissance.

### Priesterkoor

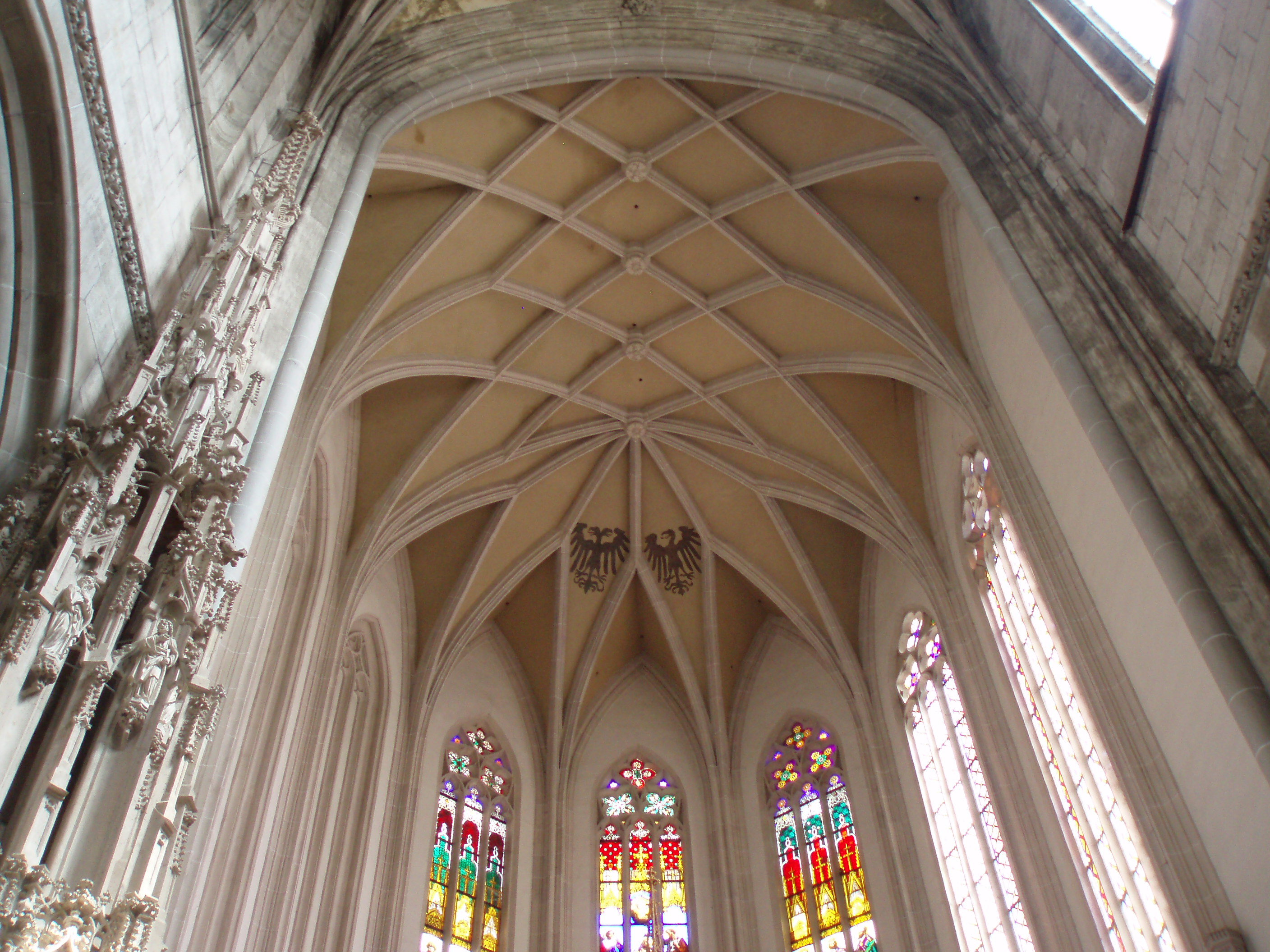
Gewelf van het priesterkoor. Men ziet het kenteken van keizer Sigismund I: links een tweekoppige adelaar en rechts een adelaar met een Luxemburgse kop

Het priesterkoor werd gerealiseerd gedurende de derde bouwfase tussen 1440 en 1462. Hier werd het kenteken van keizer Sigismund I op twee plaatsen aangebracht nabij het gewelf: links een tweekoppige adelaar en rechts een adelaar met een Luxemburgse kop.
Tijdens de grote renovatie van de 19de eeuw werd het interieur niet gewijzigd.
Achter het hoofdaltaar, op de spitsbogen en op het draagtafeltje, zijn de originele kleuren en de polychromie hersteld.
Op het tafeltje ziet men niet-gotische beeldjes, die op het einde van de 19de eeuw gemaakt zijn door beeldhouwer Ján Marschalko.
Zij verbeelden Catharina van Alexandrië, evenals Barbara van Nicomedië, Gregorius, bisschop Ignác Fábry (Sátoraljaújhely 28 juli 1792 - Košice 26 juni 1867) van het bisdom Košice, Dominicus Guzmán, Franciscus van Assisi, Stefanus I van Hongarije, Laurentius van Rome, Augustinus van Hippo, Ambrosius van Milaan, Benedictus van Nursia, en Ignatius van Loyola.
De actuele glas-in-loodramen zijn het werk van het atelier van Karl Geyling in Wenen. Ze dateren van 1960 en stellen het wapenschild en de beeltenis voor, van enkele bisschoppen van Csanád: Sándor Dessewff, József Repasz, János Volný, Bartalan Merse, Edvárd Károly Medvek, István Lessk en Ferenc Pagácsa.

### Oksaal

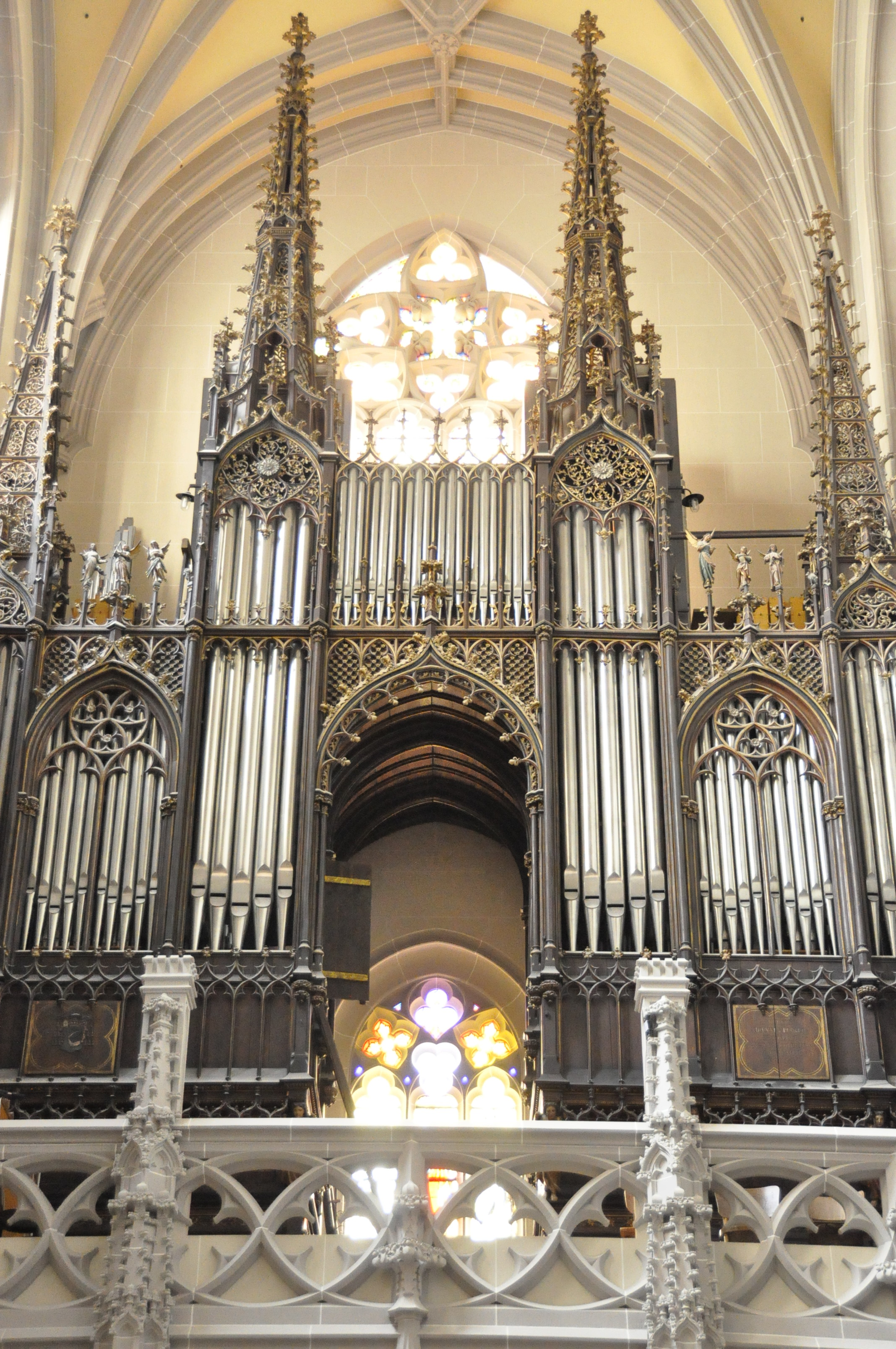
Oksaal en orgel

Op het oksaal bevindt zich het orgel dat ter gelegenheid van de grote renovatie der 19de eeuw, volledig heropgebouwd werd.
Het huidige oksaal is een weinig langer en omvat meer pilaren dan het originele waarvan het een replica is. 
Op de zuilen zijn vier gepolychromeerde gotische beelden zichtbaar: ze stellen de Hongaarse koningen Karel I Robert, Lodewijk I, Keizer Sigismund en Matthias Corvinus voor.
Via trappen in de zuidelijke toren verschaft men zich toegang tot het nieuwe orgel, dat het werk is van Meester Angster der Vijf Kerken. 
Het materiaal van het originele orgel werd na demontage gebruikt als tweedehandsmateriaal. Graaf Johann Nepomuk Wilczek (1837-1922), een Oostenrijkse verzamelaar van middeleeuwse kunst, spoorde het op en kocht het.
Nadien integreerde hij het in zijn gerenoveerd romantisch Kasteel van Kreuzenstein bij Wenen. Dit verklaart waarom een deel van dit kasteel de naam Gang van Košice draagt.

### Sacramentshuis
Het sacramentshuis voor de bewaring van de hosties bevindt zich nabij de noordelijke pilaar van de triomfboog en is vervaardigd uit bewerkte steen. Het is verfraaid met een ingewikkeld geheel van zuilen, richels, friezen en bogen. 
Op de eerste verdieping van dit tabernakel bevindt zich een opening met een deurtje waarin de hosties bewaard worden. 
Het is het oeuvre van de beeldhouwer en architect Stephanus Lapicidus die het maakte omstreeks 1477. 
Het metalen deurtje, daterende uit het midden van de 15de eeuw, is versierd met miniaturen van wapenschilden van enkele landen en edellieden. Een groep zeer kleine beeldjes, vervaardigd uit gips, de beeltenis voorstellende van profeten en knielende engelen, vervangt sedert het einde van de 19de eeuw de oudste verdwenen stukken.

### Retabel van het overlijden der Maagd Maria
Dit retabel van gotische oorsprong is sedert 1943 niet meer in de kathedraal aanwezig. Alleen het predella bleef bewaard.

### Kapellen

#### Kapel van de Blijde Boodschap aan Maria
De kapel van de Blijde Boodschap aan Maria bevindt zich in de ruimte tussen de Matthiastoren en de inkomhal van het zuidelijk portaal. Ze werd in 1477 gebouwd door Stephanus Lapicidus. Zijn portret zou gegraveerd zijn op de kraagsteen van de kruising der spitsbogen van het gewelf. Lapicidus houdt er in zijn handen een rol papier.
In de kapel ziet men het retabel van de Heilige Familie. Om die reden wordt de kapel ook vermeld als Kapel van de Heilige Familie.
Ze werd besteld door de ouders van de toekomstige primaat van Hongarije: György Satmáry. En daarom is de kapel ook met een derde naam begiftigd: de Kapel Satmáry.
Onder deze kapel werd bij de aanvang van de 19de eeuw een crypte gebouwd, waar enkele bisschoppen van Košice rusten: Ignác Fábry, Ján Perger, Zsigmond Bubics, Augustín Fischer-Colbrie en Jozef Čársky. Hun grafsteen werd tegen de buitenmuur aangebracht.

#### Kapel van het Heilig Kruis
De tweede kapel van de kathedraal is gewijd aan het Heilig Kruis en werd gebouwd in 1475. Augustin Cromer, de burgemeester van de stad, was de schenker. Derhalve heeft deze kapel ook de bijnaam: kapel Cromer. Thans wordt ze door het kapittel van Košice als sacristie gebruikt en om die reden is ze voor het publiek gesloten.

### Koninklijke tribune
De koninklijke tribune dateert van de tweede bouwfase en maakt deel uit van de koninklijke bidvertrekken waarvan het ontwerp geïnspireerd is op de kathedraal van Praag en gerealiseerd werd door de ateliers van Peter Parler.
De tribune werd gemaakt op de zuidelijke vleugel van het transept, op de eerste verdieping. De reling werd gesneden uit hout in de vorm van een ingewikkeld opengewerkt rooster. Op de muren onder de tribune kan men een opschrift lezen: een opmerkelijke getuigenis uit de tijd dat Jan Jiskra (±1400-1469) kapitein van Košice was. De tekst dateert van 1441 en verkondigt de trouw van de inwoners van Košice aan hun vroegtijdig en te jong gestorven koning Ladislaus Posthumus (1440-1457): 

In het genadevolle jaar 1440, op de weldadige dag van apostel Petrus, tijdens de haastige ploegarbeid, op het kasteel van Komárom, de glorierijke koninklijke afkomst, van Sire Albert II, de Roomse koning van Hongarije, Tsjechië, Dalmatië, Kroatië..., en van Dame Elisabeth, weduwe en koningin van dezelfde koninkrijken, enige dochter van de onoverwinnelijke heerser over het Roomse Rijk: Keizer Sigismund, werd geboren de glorierijke heerser, Heer Ladislas, waarachtige koning en erfgenaam van de troon van de koninkrijken en graafschappen die hij ingevolge het erfrecht moet bezitten. Datzelfde jaar werd hij in Alba Regia tijdens het Pinksterfeest met groot vertoon en met een gewettigde pracht gekroond met de heilige kroon van het koninkrijk Hongarije.

#### Verbonden wenteltrappen
Deze dubbele trappen uit het eerste kwartaal van de 15de eeuw, naar de koninklijke tribune leidend, zijn een bijkomende getuigenis van de invloed 
der Praagse gebouwenontwerpers in Košice. In de Sint-Vituskathedraal van Praag werden vergelijkbare wenteltrappen ook in de zuidelijke transeptarm gebouwd. 
In Košice zijn de trappen gevormd door twee wentelende trapdelen die elkaar kruisen op vijf gemeenschappelijke treden. Het westelijk trapdeel is verlengd en leidt naar de zolder van de kathedraal. De trappen missen - in weerwil van het feit dat ze handwerk zijn - toch zeer duidelijk gebruikscomfort en zijn zeer eng. Dit laat vermoeden dat ze in de eerste plaats een verfraaiende functie hadden.
De dubbele verbonden wenteltrappen in de kathedraal van Košice zijn de oudste nog bestaande in Europa. Korte tijd na hun constructie waren ze een bron van inspiratie voor gelijkaardige ontwerpen voor religieuze gebouwen in Transsylvanië, in de steden Cluj-Napoca en Sighisoara.
Trappen naar het model van Košice, werden in de jaren 1499-1500 gebouwd in de Oostenrijkse stad Graz, in de residentie van de keizer.

#### Calvarieberg
De gebeeldhouwde calvarieberg uit 1460 is een van de oudste stukken uit het gebouw. Het bestaat uit een kruis met een lengte van 4,34 meter waarop een Christusfiguur van 3,12 meter gekruisigd is. Rechts ervan ziet men een standbeeld van de Maagd Maria van 2,73 meter en links een beeld van Sint-Jan-Evangelist van 2,50 meter.
Oorspronkelijk was het geheel geplaatst in de triomfboog van de middenbeuk; het werd in 1936 verplaatst naar de koninklijke tribune.
Dit uit hout gesneden geheel valt op door zijn sterke uitdrukking van gevoelens eigen aan deze periode van de christelijke cultuur.

### Fresco’s

#### Gotische fresco’s
In 1892, tijdens de grote renovatie, werden enkele fresco’s hersteld die tijdens de reformatie overdekt waren. Daarvan bevinden er zich drie in de zuidelijke apsis:
- de Heiland in een mandorla voor het Laatste Oordeel (een zittende Christus-figuur met een zwaard, met onder hem de Maagd Maria en Sint-Petrus),
- de twaalf apostelen,
- de Verrijzenis van Christus (met de linkerhand zegenend en in de rechterhand een vlag).

In de noordelijke apsis, nabij de ingang van de sacristie, bevinden zich andere fresco’s die de kruisafneming voorstellen (daterende van het midden der 15de eeuw). Rechts ziet men de geseling van Christus en de doornenkroon, Christus voor Pontius Pilatus en de kruisiging.

#### Verheerlijking van het leven van Frans II Rákóczi

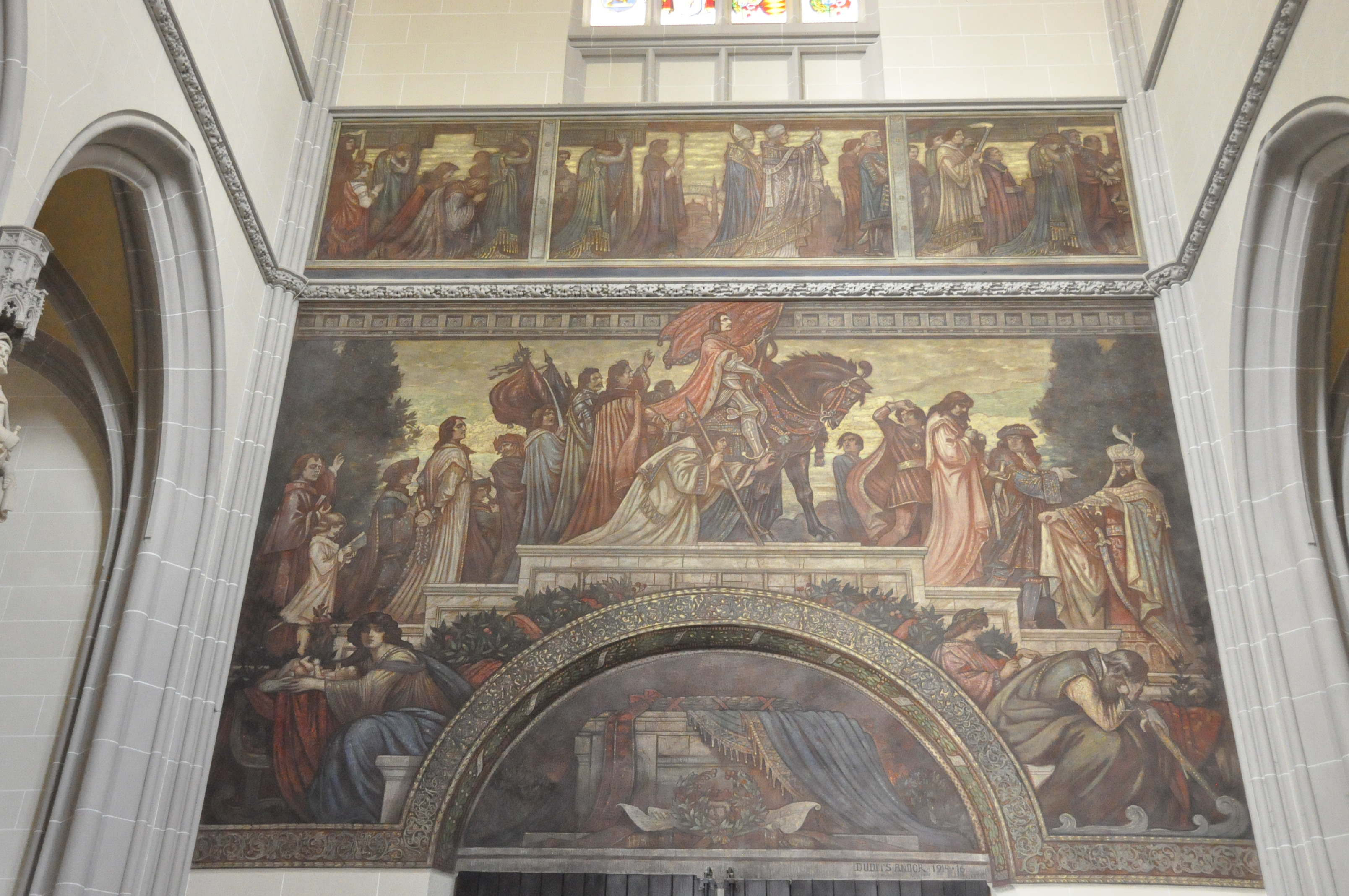
Fresco aan de noordelijke ingang, door Andor Dudics: Verheerlijking van het leven van Frans II Rákóczi

De Verheerlijking van het leven van Frans II Rákóczi is een monumentale muurschildering op de muur van de noordelijke ingang. Ze werd gemaakt in 1914-1916 door Andor Dudics. Dit fresco dat het leven van Frans II Rákóczi roemt, werd verwezenlijkt in drie delen. De schildering tussen het noordelijk fronton en de kroonlijst stelt de rouwstoet doorheen de stad voor.
De centrale schildering vereert het leven van de prins, zijn geboorte, zijn opsluiting in het kasteel van Šariš, zijn leidersrol in de opstand, zijn verbanning en dood in Turkije.
Het derde deel, in de halve cirkel boven de deuren van het noordelijk portaal, stelt de sarcofaag van de prins voor.

#### Middeleeuws schrift (fragment)
Rechts, in de noordelijke zijbeuk van het apsis, nabij het retabel van Sint-Stefanus, ziet men een gotische inscriptie die gedeeltelijk leesbaar is. Men neemt aan dat deze inscripties feiten uit de regeerperiode van de koningen Sigismund en Albrecht II, tussen 1387 en 1439, in herinnering brengen.

### Crypte van Frans II Rákóczi
Bij de noordelijke kathedraalmuur werd in 1906 een crypte gebouwd, bestemd voor het bewaren van het stoffelijk overschot van prins Frans II Rákóczi en zijn gezellen. De crypte en vier sarcofagen werden getekend door Frigyes Schulek, een Hongaarse professor aan de Koninklijke Technische Universiteit van Boedapest. Rondom de prins rusten zijn moeder Ilona Zrínyi en zijn oudste zoon József (1700-1738). 
In de sarcofaag gelegen aan de zuidkant ten opzichte van de prins, bevindt zich het stoffelijke overschot van generaal Antal Esterházy. De sarcofaag aan de noordkant herbergt het lichaam van Miklós Sibrik en in de vierde sarcofaag, aan de andere kant van de crypte, rusten graaf Miklós Bercsényi en diens tweede echtgenote: Krisztina Csáky.

### Koortribune
Het kleine balkon tegen de noordelijke muur van de middenbeuk maakt deel uit van de oorspronkelijke voorzieningen van het gebouw. Men vermoedt dat het in de middeleeuwen tijdens de vieringen diende voor zangers en acteurs van allerhande zinnebeeldige voorstellingen.
De toegang bestaat uit een kleine opening in de apsis van de noordelijke zijbeuk. Vandaar leidt een wenteltrap in de binnenkant van een zuil naar de zolder en naar dit balkon.

### Preekstoel
Een der meest geslaagde toevoegsels van de renovatie der kathedraal is de uit steen gehouwen preekstoel met houten klankbord. De trapleuning en de reling zijn versierd met beelden van de apostelen en de kerkvaders.  
Deze preekstoel is het oeuvre van W. Aubram en R. Argent.

### Meubilair

#### Altaar
Het jongste element is het altaar van de hoogkoor. Het is gehouwen uit een zandstenen zuil uit één stuk, in de vorm van twee verenigde armen in een ovaal. Dit altaar rust op een voetstuk dat de contouren heeft van een hart. Het geheel werd in 1994 vervaardigd door Michal en Tomáš Baník.

#### Doopvont
De romaans-gotische doopvont uit de 14de eeuw is het oudste object dat in de kathedraal bewaard wordt. Het is afkomstig van de oude kerk die de huidige voorafging. De voet is verfraaid met driehoeken en de kuip is versierd met reliëfs die dieren voorstellen: leeuwen, griffioenen en adelaars. Op de rand is een onleesbare Latijnse tekst gegraveerd en het deksel dateert van 1914.

### De smarten van de Maagd Maria
Het houten beeld, omstreeks het jaar 1500 gemaakt, heeft een hoogte van 112 centimeter. Het bevindt zich op een laat-gotische zuil waarvan het kapiteel de inscripties “Y” en “A” draagt. Het beeld is overdekt met een luifel die achteraf aan de muur werd bevestigd.
De houten figuur met haar sterke gevoelsuitdrukking getuigt van een hoog niveau laat-gotische beeldhouwkunst in Košice.

### Lantaarn van koning Matthias
De zogenoemde kleine gotische stenen toren onder een pinakel werd gebouwd op het einde der 15de eeuw. In de toren bevindt zich een nis voor een lantaarn, geplaatst op een stenen zuil.
De frontons van het torentje zijn versierd met het wapenschild van Košice, de familie Hunyady, de koningen van Hongarije, Bohemen en Dalmatië, en andere niet-geïdentificeerde schilden.
Aanvankelijk verlichtte deze lantaarn de ruimte voor het zuidelijk portaal in de richting van het naburige kerkhof. Hij bleef in gebruik tot het begin van de 20ste eeuw, waarna hij vervangen werd door een gasverlichting. Anno 1940 werd de lantaarn verplaatst naar zijn huidige locatie, nabij de muur van de Matthiastoren.

### Reliëf van de heilige Elisabeth
Het reliëf van Sint-Elisabeth verschijnt tussen het meubilair van de kerk, omstreeks dezelfde tijd als de sacristie. Het maakt deel uit van het oeuvre van Stephanus Lapicidus en is samengesteld uit drie delen die schijnbaar niet bij elkaar passen. Het reliëf stelt de patrones van de kathedraal voor en is in tegenstelling tot de zeshoekige luifel zeer bescheiden versierd. Op de overkapping daarentegen, komen gebeeldhouwde taferelen voor uit het Oude Testament. De top van de luifel in de vorm van een pinakel eindigt in een pelikaan rustend in zijn nest. Deze vogel symboliseert het Heilig Bloed. 
Het derde deel van dit reliëf bestaat uit de draagsteen waarop eveneens een pelikaan gegraveerd is. In de 19de eeuw werd het reliëf vervolledigd met een onder de draagsteen geplaatst Latijns tekstveld: “S. Elisabeth ora pro nobis”.

#### Barok meubilair

##### Grafschrift van de familie Reiner
Het barok grafschrift van de familie van burgemeester Melchior Reiner, uit het begin van de 17de eeuw, is een van de weinige in de kathedraal bewaarde niet-gotische stukken.
Tussen de wapenschilden van twee families ziet men een afbeelding van de "Geseling van Christus". Erboven ziet men een beeld van Jezus aan het kruis en op de barokke frontons ziet men aan weerszijden twee engelen en in het midden Christus die de aarde ondersteunt.

##### Mandorla van de Maagd
Een ander voorwerp in barokstijl dat men heden ten dage in de kathedraal aantreft, is de Mandorla van de Maagd. Het stuk dateert van de eerste helft der 18de eeuw en is opgehangen onder de triomfboog. In het midden van de mandorla ziet men - zowel op de voorzijde als op de keerzijde - een sculptuur van de Maagd met het Kind.

##### Beeld van Sint-Florianus
Sint-Florianus was de patroon van de brandweerlui en beschermde tegen brand. De stad Košice liet voor hem een standbeeld oprichten in 1748. Dit werd vooreerst ondergebracht in de Sint-Michielskapel, vervolgens tot 1940 tegen een muur van de Urbanustoren, vanwaar het verplaatst werd naar zijn huidige plek, in de hal van het zuidelijk portaal.

#### Zitbanken
Sommige barokke banken zijn afkomstig uit de 18de eeuw. Andere zijn van een meer recente datum en werden vervaardigd in de 19de eeuw.

#### Schilderijen

##### De graflegging van Christus
Een schilderij, opgehangen aan de noordelijke muur, herinnert aan de graflegging van Christus. Ze werd in het begin van de 19de eeuw gemaakt.

##### Sint-Jan Nepomucenus
Een barok schilderij dat Sint-Jan Nepomucenus voorstelt, bevindt zich links van het oksaal, achter de lantaarn van koning Matthias. Het dateert van 1735 en de volgende Latijnse inscriptie is erop vermeld: «HAC.SVB.ICONE.IN.PRAGENSI.SEPVLCRO.COLITVR.SANCTVS.IOANNES.NEPOMVCENVS» (“Op dit doek komt Sint-Jan Nepomucenus voor, in een graftombe in Praag”).

## Exterieur

### Noordelijk portaal

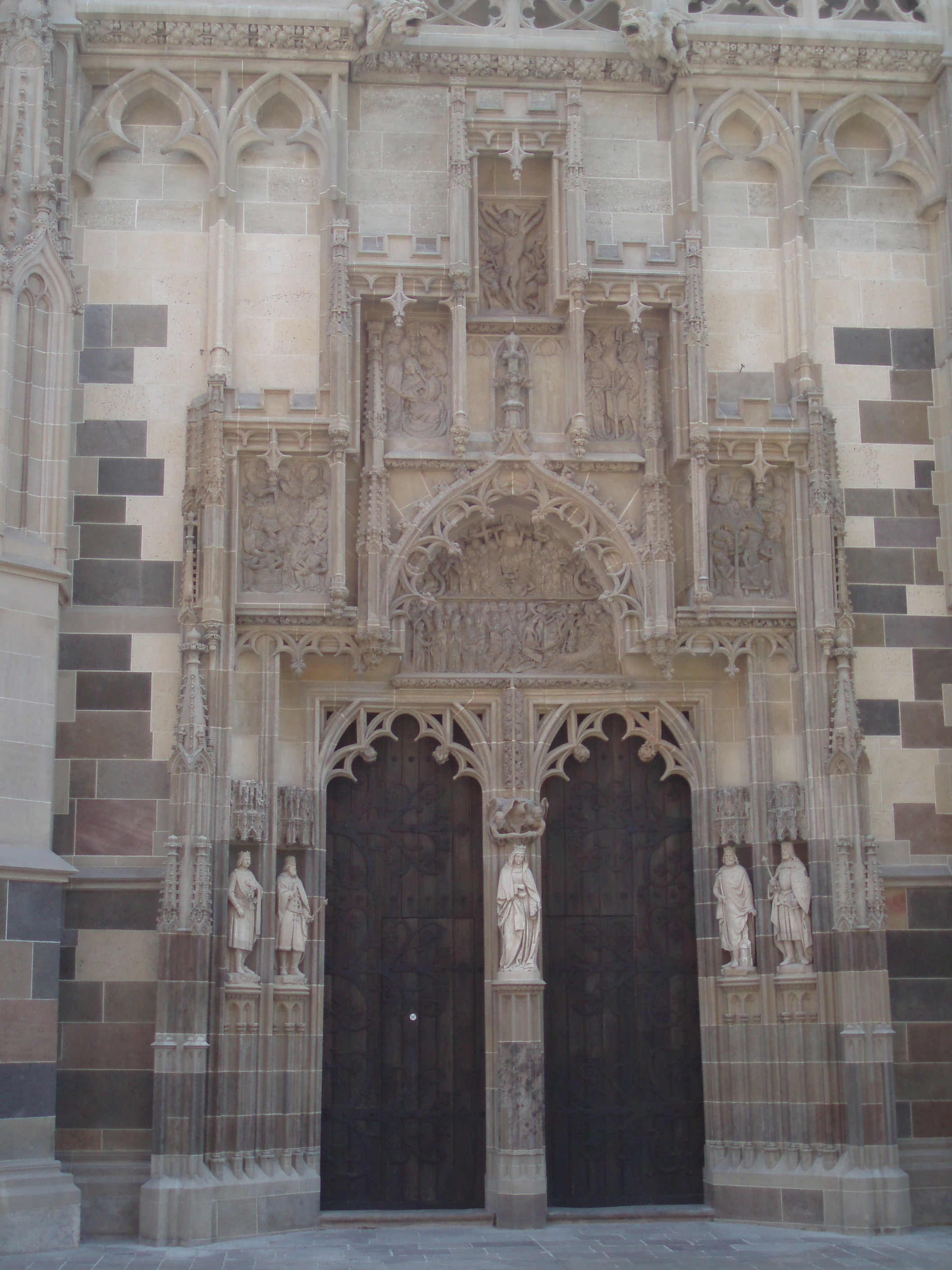
Noordelijk portaal

Gedurende de tijd dat er niet gewerkt werd aan de noordelijke muur, was er een bijzondere activiteit aan het noordelijk portaal. Dit werd - in tegenstelling tot de middeleeuwse gebruiken - uitbundig versierd. Zijn verfraaiingen waren de weelderigste van de drie kerkportalen. Dit had te maken met de oriëntering naar de door het publiek veelvuldig gebruikte plekken: de marktplaats en het stadhuis. Het portaal had de bijnaam: «gouden ingang» (Slowaaks: Zlatá brána) doordat het tijdens de middeleeuwen verguld was.
Het noordelijk portaal is uitgerust met twee deuren. Daarboven bevindt zich een boog waarin een reliëf is aangebracht dat het Laatste Oordeel verbeeldt. 
Dit reliëf bestaat uit twee delen. Op het laag opgesteld deel ziet men een aardse voorstelling van een menigte die zich richt, hetzij naar de poorten van het paradijs waar een engel hen hartelijk onthaalt, hetzij naar de hel, voorgesteld door een leeuwenmuil waarnaar de duivel de veroordeelden sleept met een ketting rondom hun hals.
In de muil van de leeuw ligt ook een kerkelijke hoogwaardigheidsbekleder.
Het hoger opgestelde deel van het reliëf toont wat zich in de hemel afspeelt: een Christusfiguur op de troon, met aan zijn voeten het heelal: de Zon, de Maan en de sterren, omringd door de Maagd Maria, Sint-Jan-Evangelist, en twee engelen die in hun handen de martelinstrumenten tonen: het kruis en spijkers. Een paar engelen met trompetten verkondigt het einde der tijden.
De overige figuren stellen de twaalf apostelen voor.
Rondom het reliëf van het Laatste Oordeel zijn op drie niveaus vijf omkaderde en met pinakels verfraaide reliëfs aangebracht.
Daarvan hebben er twee betrekking op momenten uit het leven van Sint-Elisabeth, als ze de armen verzorgt, wast en voedt. 
De twee volgende stellen taferelen voor, van de Calvarie:
- in het midden: Christus aan het kruis en de Boom des Levens;
- links: de berouwvolle ziel wordt onthaald door een engel;
- rechts: de duivel neemt de ziel van de verdoemde mee naar de hel.

Onder het tafereel van de kruisiging:
- links: de wenende vrouwen bij de Maagd Maria aan de voet van het kruis;
- rechts: Sint-Jan-Evangelist omringd door de Romeinen.

Tijdens de grote renovatie van de kathedraal werden in de nissen aan beide zijden van het noordelijk portaal neogotische beelden geplaatst: Sint-Emmerik van Hongarije, Stefanus I van Hongarije, Elisabeth van Thüringen, Ladislaus I van Hongarije en Hendrik II van het Heilige Roomse Rijk.
De nissen zijn origineel en men weet niet welke beelden er aanvankelijk stonden.
Andere neogotische beelden verfraaien de noordelijke voorgevel: onder meer de Hongaarse koningen Lodewijk I, Karel I Robert en zijn vrouw Elisabeth Piast.

### Westelijk portaal
Volgens de geldende gebruiken komt in de Rooms-Katholieke Kerk de kerkganger binnen door het westelijk portaal. Alhoewel men in Košice via de drie portalen toegang heeft tot de kerk, wordt de westelijke ingang hier minder gebruikt en is hij het minst versierd. De twee zijingangen zijn niet voorzien van ornamenten.
Boven de centrale deur treft men twee reliëfs aan. Het ene, vlak boven de deur, toont in de tuin van Getsemane een wenende en biddende Christusfiguur, die rechts in de hoek naar boven kijkt. 
Links van Christus ziet men de apostelen Petrus, Jakobus (zoon van Alfeüs) en Johannes die Hem vergezellen. Rechts komt een door Judas geleide groep soldaten.
Het tweede reliëf toont een tafereel van de Moeder van Smarten: de Maagd Maria draagt hier het lichaam van Christus, omringd door Maria Magdalena en Maria Cleophas. Op dit tweede reliëf komen engelen voor, die de sluier van Veronica met de gelaatsafdruk van Christus dragen.
In de nissen van de centrale deur waren op het einde van de 19de eeuw twee neogotische beelden geplaatst. Daarvan is er slechts één bewaard gebleven: met name een voorstelling van Johannes de Doper.

### Zuidelijk portaal
Het zuidelijk portaal verschilt van de andere door zijn ligging in een hal onder de koninklijke tribune. Het omvat twee deuren. Erboven zijn geen reliëfs aangebracht, maar er is wel een relatief eenvoudig fronton. Het portaal geeft de indruk minder belangrijk te zijn en werd aanvankelijk vooral gebruik voor toegang tot de kathedraal vanaf het kerkhof aan de Sint-Michielskapel.
Een interessant element in het ontwerp van het portaal, is de boog van het gewelf, versierd met bladeren gemaakt door steenkappers uit Košice. Hierbij diende het oeuvre van Peter Parler uit Praag als voorbeeld.
De overkapping van de beelden in het centrum van het portaal, wordt gevormd door een voorstelling van raven tijdens hun vlucht.
Waarschijnlijk was aanvankelijk onder deze overkapping een Christus-beeld geplaatst. Thans bevindt zich er een beeld van de Onbevlekte Maagd, gemaakt op het einde van de 19de eeuw door beeldhouwer Ján Marschalko. De andere neogotische beelden in dit portaal zijn: Constantijn de Grote, Elisabeth van Thüringen, Adalbert van Praag, de apostel Andreas (patroon van het aartsbisdom Košice), Gerard Sagredo, de heilige Coloman, Franciscus Xaverius en bisschop Théodore. 
Deze beelden maken geen deel uit van de symboliek van het portaal, maar stellen de patroons voor, van de personen die financieel bijdroegen voor de grote renovatie van de 19de eeuw.
Onder de stenen balustrade bevinden zich vijf portretten die het aangezicht van de vijf restaurateurs voorstellen. Het gelaat in het midden is dat van Imre Steindl; de anderen zijn: Friedrich Wilhelm Fröde, Imre Seiden, Ludwig Steinhaus en Otto Sztehló.

### Sigismundtoren
De noordelijke toren werd gebouwd tijdens de tweede bouwfase in de loop van de jaren 1420-1440, onder de heerschappij van Keizer Sigismund en kapitein Jan Jiskra. In die tijd bereikten de muren de hoogte van de kroonlijst aan het dak. Uit het feit dat het wapenschild van Košice uit het jaar 1462 boven een klein portaal aan de westelijke gevel afgebeeld staat, leidt men af dat het werk in 1462 (tijdens de derde bouwfase) voltooid was.
De toren is gebouwd aan de hand van een vierkant plan, waarbij een wenteltrap aan de buitenkant naar boven leidt, tot de plaats waar de achthoekige en buisvormige spits begint.
De weinig versierde toren heeft tussen de verdiepingen kroonlijsten die verfraaid zijn met meetkundige figuren. Tussen de vierde en de vijfde verdieping is de sierband vervolledigd met rozetten die elk een eigen vorm hebben.
De Sigismundtoren werd tijdens het beleg van Košice, tussen 1490 en 1491 zwaar beschadigd door de troepen van Jan I Albrecht van Polen. De schade werd hersteld gedurende de jaren 1494-1497 door architect Nikolaus Krompholz uit Nysa, onder toezicht van Václav uit Praag.
Van deze herstellingswerken werd gebruik gemaakt om een torenuurwerk te plaatsen. Na de brand van 1775 werd de toren lichtjes verhoogd met een zesde verdieping en werd een koepeldak in rococo-stijl toegevoegd.
De koepel is thans bedekt met een laagje koper en met elementen in wit ijzer waarop een laagje goud is aangebracht.
De toren is 59,7 meter hoog en de beklimming vergt 160 treden. Op de eerste verdieping bevindt zich het mechanisme van de uurwerken, op de tweede een constructie voor de stabiliteit van de klokken, en op de derde verdieping twee in 1926 gebouwde klokken. De klokken van vóór 1926 werden tijdens de Eerste Wereldoorlog gesmolten en gebruikt voor militaire doeleinden. De nieuwe klokken werden gegoten dankzij de geldinzamelingen van Alexander Buchner.
Op de klok “Heilig Hart” (1530 kilogram) zijn de namen aangebracht van de soldaten die sneuvelden tijdens de Eerste Wereldoorlog. De Sint-Andriesklok, genoemd naar de patroon van het kapittel van Košice, weegt 450 kilogram. Het paar wordt vervolledigd met een klokje van 40 kilogram.
Op de vierde verdieping bevindt zich een deel van de tijdschakelaar uit de 19de eeuw, en ook een takelsysteem dat gebruikt werd tijdens de grote renovatie.
In de toren is er tevens een kamer die tot in de jaren 1970 gebruikt werd voor de wachtdienst van de brandweer.

### Matthiastoren
Met de bouw van de Matthiastoren (zuidtoren) werd aanvang gemaakt tijdens de tweede bouwfase, in de jaren 1420-1440, gevolgd door een onderbreking. 
Nadat de noordtoren voltooid was vatten de werken voor de zuidtoren in 1462 opnieuw aan.
De bouw werd tot 1477 geleid door architect en beeldhouwer Stephanus Lapicidus. Deze gaf de Matthiastoren op een vierkante basis een meer massieve constructie dan de noordelijke evenknie, en bracht ook meer versieringen aan. Toch slaagde hij er niet in, de toren de hoogte te geven die aanvankelijk voorzien was. Het bouwwerk werd beperkt tot de hoogte van de kroonlijst der middenbeuk en is thans bedekt met een plaatstalen dak.
Men gaat binnen in de toren via de westelijke kant van het oksaal.
Het interessante aan deze toren is het doolhof bestaande uit gangetjes verbonden met de cirkelvormige trap, en waarvan men het doel niet kent.
De rijkelijke versiering met buitenstenen wordt vervolledigd met standbeelden die enkele getrouwen van koning Matthias Corvinus voorstellen. Ze zijn bij de aanvang van de 20ste eeuw geplaatst in hoekige nissen en zijn het werk van beeldhouwer Ferenc Mikuli uit Boedapest. Men ziet  onder meer portretten van Étienne Zapolya, Sébastien Rozgoni en János Vitéz.

### Opmerkelijke elementen van de gevels

#### Zonnewijzer
Tegen de zuidelijke gevel van het gebouw, boven de hoogste venster van de kapel “De openbaring aan de Maagd Maria”, is een half-cirkelvormige zonnewijzer uit 1477 aangebracht. Het uur (van 6 uur 's ochtends tot 6 uur 's avonds) wordt met Arabische cijfers in gotisch schrift aangeduid.
Vanwege gedeeltelijke slijtage werd deze zonnewijzer in 1886 gerenoveerd.

#### Waterspuwers
De regenafvoer van het dak gebeurt door waterspuwers op het niveau van de indrukwekkende kroonlijst, ter hoogte van de basis van het dak der middenbeuk. De huidige diervormige waterspuwers zijn een erfenis van de grote renovatie van de 19de eeuw. Het zijn gerenoveerde replieken van de originelen, ofwel vervangstukken daterende van 1985 en 1991.
Een aantal originele waterspuwers wordt bewaard in de collecties van de volgende inrichtingen:
- Oost-Slowaaks Museum in Košice;
- Museum van Zemplín in Michalovce;
- kasteel van Kreuzenstein in Neder-Oostenrijk.

Benevens hun functie van afwatering, hadden de waterspuwers tot doel angst in te boezemen. De gebruikte elementen waren motieven uit de dierenwereld zoals leeuwenpoten en ravenkoppen, maar ook monsters zoals draken en weerwolven.
Er is één uitzondering: deze die geplaatst werd aan de zuidelijke gevel van de Matthiastoren. Daar wordt een dronken vrouw voorgesteld met een glas in de ene hand terwijl de andere hand een fles verbergt.

#### Gedenkteken voor Frans II Rákóczi
In 1906 werden de lichaamsresten van Frans II Rákóczi en zijn medestanders van Turkije overgebracht naar Košice en daar in de kathedraal bijgezet.
Kort voor de Conferentie van Wenen en voor de aanhechting van Košice aan Hongarije -met regent Miklós Horthy als waarnemend staatshoofd- werd op 24 juli 1938 dit gedenkteken ingehuldigd. Het was een herinnering ter ere van de leiders van de opstand die duurde van 1703 tot 1711. Het monument bestaat uit een bronzen plaat met daarop de beeltenis van Frans II Rákóczi, en op de muur een grafschrift in Latijn. Het geheel werd ontworpen door Béla Sipos en Vojtech Löffler (1906-1990) en in brons gegoten door Béla Buchner.
Het monument werd beschadigd in januari 1945 en nadien ondergebracht in een museum. Vervolgens werd het, in 1967, gerenoveerd.
De vertaling van het grafschrift luidt als volgt: 
«In de crypte van deze antieke kathedraal, rust in de Heer, het gebeente van: 
- prins Frans II Rákóczi,
- zijn moeder Ilona Zrínyi,
- zijn zoon József, en
- drie trouwe medestanders.»

«Deze beenderen, door rampspoed aan de nakomelingen gegeven, werden tweehonderd jaar na de ballingschap door de dankbare afstammelingen vroom uit het oord van verbanning weggevoerd en voor hun rust godsdienstig begraven in deze heilige plaats, op 29 oktober 1906.»
«Sta hierbij stil, bezoekers, de eer van deze helden is groot en hun gedachtenis is glorierijk. Dit monument werd opgetrokken door het bestuur en de bevolking van deze stad in het genadevolle jaar 1938.»

## Uitstraling van het gebouw

### Prinselijke schenkingen
De kathedraal van Sint-Elisabeth, opgetrokken vanaf de 14de eeuw, domineert de stad Košice. Met haar oppervlakte van 1200 vierkante meter is ze de grootste kerk van Slowakije.
In de middeleeuwen en in de tijd van de renaissance was ze bovendien het grootste religieuze gebouw van het koninkrijk Hongarije. Haar constructie was een erezaak en een symbool van welstand voor de burgerij van de stad, de rijke kooplui en kunstenaars.
De nood aan een goed voorkomend en ongewoon rijk religieus gebouw in de grootste stad van Opper-Hongarije werd door de Hongaarse koningen erkend en gesteund. Koning Sigismund I onder wiens regering de oprichting van de kerk aanving, besteedde er de helft aan, van de kerkelijke inkomsten der zielemissen in Košice. 
Daarenboven verschafte hij de stad verscheidene voordelen die onrechtstreeks de financiering van de bouwwerf ten goede kwamen. 
De meestergasten die er werkten, werden omwille van hun vakmanschap ook uitgenodigd voor bouwactiviteiten op werf van Sigismunds paleis in Visegrád. 
Vanaf 1468 en gedurende een periode van vijf jaar, werden de voor de stad bedoelde nieuwjaarsgiften, gebruikt voor de bouw van de kerk. Bij het verstrijken van die termijn, verlengde de koning zijn beslissing gedurende tien jaar.
Daarenboven gebruikte hij in 1476 de opbrengsten van de zoutbelasting ten voordele van de kerk.
In de eeuwen die volgden, hing het onderhoud van de kathedraal af van de prinsen.
De grote brand in Košice in 1556 veroorzaakte zware schade aan de kerk en haar toren. Dientengevolge stelde Keizer Ferdinand I de stad vrij van de overdracht van de belastingsinkomsten gedurende een periode van acht jaren. Dit liet toe, de stad te herstellen in haar “pracht van voorheen”.
In 1675 kwam Keizer Leopold I persoonlijk tussen bij de gemeenteraad om herstellingswerken aan de kathedraal te bedingen. Hij verklaarde dat er in Hongarije geen gelijke was.
In de 19de eeuw, ten tijde van de renovatie door bisschop Ignác Fábry (1792-1867), bezocht het keizerlijk echtpaar Frans Jozef I en Elisabeth de stad Košice. Na hun bezoek in 1857 schonken beiden een bijdrage voor de werken: de keizer gaf 5000 Oostenrijks-Hongaarse gulden, de keizerin 600. Bij die gelegenheid liet de stad een herinneringsplaat aanbrengen die thans aan de noordelijke muur hangt.
De Latijnse tekst op de plaat betekent het volgende: «Hunne Hoogheid Frans Jozef, keizer en apostolische koning, bij Hun bezoek aan het land in 1852 en 1857, kwamen met een goddelijk hulp voor deze kerk en haar renovatie. Samen met Hare Hoogheid keizerin Elisabeth, droegen Zij godsdienstig, mild en vrijgevend bij.»

### Košice, stad van bedevaarders
Aanvankelijk was de kerk niet gebouwd als kathedraal, alhoewel ze in haar opzet de bisschopskerk van Eger (Hongarije) overtrof. Met de regelmaat van de klok moedigde De Romeinse Curie de bespoediging van de bouwwerken aan. Paus Bonifatius IX publiceerde in 1402 een bul van aflaat. Deze onderrichting, die het oudste bewaarde schriftelijk document aangaande de kathedraal is, bevorderde Košice en zijn kerk tot «pelgrimsoord waarin het glorierijke bloed van Onze Heer Jezus Christus sinds mensenheugenis miraculeus aanwezig is, waar wonderen gebeuren en waar een groot aantal ongelovigen van Gods genade, uit Bulgarije en Hongarije binnenkomen en zich wenden tot het ware geloof».
Het doel van deze bul was de zonden te vergeven van degene die een bedevaart naar de tempel van Košice ondernam, en die financieel participeerde in de afwerking ervan. De pelgrims moesten dezelfde absolutie krijgen, als in de Basiliek van San Marco (Venetië) of in de Portiuncula van Assisi.
Košice en zijn kathedraal kunnen dus vergeleken worden met de andere bedevaartsoorden van die tijd: Rome, Aken, Kolín, Mainz, Santiago de Compostella of Oradea.
Met betrekking tot de relieken van het Heilig Bloed is er schijnbaar geen enkele bron beschikbaar. In de pastorij van de parochie werd nochtans een barok schilderij uit de 17de eeuw bewaard, dat het maken van relieken in Košice voorstelt, onder de vorm van het gieten van geconsacreerde wijn.
Men verkeert thans in de mening dat de bedevaarttraditie eindigde ten tijde van de godsdienstoorlogen en de reformatie.

### Gotisch kunstcentrum
De kathedraal van Sint-Elisabeth is een kunstwerk dat het regionaal belang overstijgt. Haar artistieke waarde had voornamelijk invloed op de laatmiddeleeuwse kunst in Opper-Hongarije. De goede werking van de bouwwerf vereiste een degelijke organisatie van ambachtslieden, architecten, schilders en andere kunstenaars.
In de werkplaatsen van de werf ontmoetten meestergasten afkomstig uit verscheidene Europese steden elkaar, zo onder meer: uit Wroclaw in Silezië, Praag in Bohemen en Krakau in Klein-Polen. Ze verrijkten het gebouw met talrijke architecturale details zoals de portalen en hun gebeeldhouwde versiering die de belangrijkste bijdragen van de kathedraal aan de kunst van de 15de eeuw vertegenwoordigen.
Rondom de tempel van Košice werd ten tijde van de laatgotiek een brede artistieke gemeenschap gecreëerd die gespecialiseerd was in bouwactiviteiten, in Midden-Europese gotische stijl, met invloeden van de opkomende renaissance.
De werf zelf vereiste de constructie van twee bijkomende nevenliggende gebouwen die nodig waren om de stad voor de duur van de werken (honderd jaar) te laten beschikken over een in gebruik zijnde kerk. Om die reden maken de Sint-Michielskapel en de Urbanustoren deel uit van de kathedraal en hebben ze een reële artistieke waarde.
De meestergasten van de kunstenaarsgemeenschap van Košice werkten ook in andere steden van Hongarije (Boeda, Diósgyor en Bardejov) waar men ze aantrof, zowel op werven voor religieuze werken als voor burgerlijke.
De kerken van Prešov, Sabinov, Rožňava en Moldava nad Bodvou werden gebouwd naar het model van Košice.
De koninklijke tribune werd het model voor gelijkaardige projecten in de Sint-Jacobskerk in Levoca en de Sint-Egidiuskerk in Bardejov.
De impact van de ambachtslui uit Košice deed zich ook voelen in andere kerken in Polen, Hongarije, Roemenië, en in de regio Transsylvanië, bijvoorbeeld in Brașov, Cluj-Napoca en Sibiu.
Met dezelfde geestdrift als voor de bouw van de kerk, ondernam de gemeenteraad van Košice de verwezenlijking van het retabel van Sint-Elisabeth. In zijn soort heeft dit retabel met 48 schilderingen, de grootste beschilderde oppervlakte in Europa. Het stond model voor andere retabels in de regio, bijvoorbeeld voor het retabel van Sint-Elisabeth in Bardejov.
De beeldjes van het hoofdretabel hebben veel gelijkenis met de werken van de kunstkring uit Zwaben en ook met het oeuvre van Niclas Gerhaert van Leyden uit Konstanz (Baden, Duitsland).
De stijl van het retabel werd door Ján Weiss overgenomen, toen hij het hoofdretabel voor de cokathedraal van Prešov maakte.

### Romantische mythe van de gotische tempel
De Sint-Elisabethkathedraal, het voornaamste bouwwerk van de schitterende Hongaarse gotische stijl, werd in de 19de eeuw een interessant en sterk tot de verbeelding sprekend object voor intellectuelen.
De algemene bewondering voor en de studie van de kathedraal begon in 1846 met de inwoner van Košice, Imre Henszlmann (1813-1888), door de publicatie van een monografie over de middeleeuwse kerken in de stad.
Het boek: Kassa városának ó-német stylu templomairól (De kerken van Košice in oude Duitse stijl) had tot gevolg dat Henszlmann begiftigd werd met de titel van Grondlegger van kunstwetenschappen en monumentenrenovatie in Hongarije.
Vanaf 1872 oefende hij de functie uit, van secretaris der Voorlopige Hongaarse commissie voor monumenten, die van 1877 tot 1896 de restauratie en renovatie van de kathedraal als voornaamste activiteit had.
Op de werf werd toezicht gehouden door de Oostenrijkse architect Friedrich von Schmidt (1825-1891). Deze werkte - gelijktijdig met de restauratie in Košice - gedurende 15 jaar aan de voltooiing van de kathedraal in Keulen. Bovendien leidde hij de restauratie van de Sint-Stefansdom in Wenen.
Zijn leerling, Imre Steindl was de gangmaker voor veranderingen in een puristische geest. Voordat hij zich wijdde aan de St. Elizabeth-kathedraal, restaureerde hij het Hunedoara-kasteel in Transsylvanië en was hij de ontwerper van neo-renaissancegebouwen in Boedapest (Nieuw Stadhuis, Paleis van de Kamer van Koophandel en Industrie).
Onder zijn leiding werden in het huidige Slowakije, in Bardejov en Spišská Nová Ves, gebouwen gerenoveerd. Zijn belangrijkste werk blijft nochtans het neogotische parlement in Boedapest.
Van 1880 tot 1896 was Friedrich Wilhelm Fröde uit Wenen de werkleider. In de dagelijkse pers en in gespecialiseerde literatuur beschreef hij regelmatig de vordering van de werken. Na de voltooiing werd de kathedraal een schoolvoorbeeld voor monumentenrenovatie in Hongarije. Ze werd voorgesteld als maatstaf voor de Hongaarse stijl in de middeleeuwen.
Veel aandacht werd in 1906 besteed aan de bouw van een nieuwe crypte, bestemd om het stoffelijk overschot van de Hongaarse prins Frans II Rákóczi te onthalen. Ze werd verwezenlijkt door architect Frigyes Schulek (1841-1919) uit Boedapest die naam had gemaakt door de renovatie van de neogotische Matthiaskerk en het Vissersbastion, beide te Boedapest. In Slowakije werkte deze architect aan het stadshuis van Levoca en aan de wederopbouw van de franciskanenkerk van Bratislava. Bovendien gaf hij in 1903, aan de toren van de cokathedraal  van Prešov (Sint-Nicolaaskerk), haar neogotisch karakter terug.
De waarde van de kathedraal in Košice en haar eigen aard te midden van de andere gebouwen in de stad, werd weerspiegeld in de ontwikkeling van een historische plaatselijke neogotische stijl. De studie van de architectuur van deze kathedraal had invloed op de plaatselijke architecten en op hun verwezenlijkingen. Vitézov dom in de Hlavná-straat was het eerste stadspaleis met een neogotische gevel in Hongarije. In 1860 volgde het Makranského nájomný dom in de Rooseveltová-straat. Voor de bouw van het Jakabovpaleis gebruikte men een deel van de oude waterspuwers van de kathedraal. Ze werden geïntegreerd in de gevel van dit gebouw. Andere elementen werden gebruikt voor verfraaiing van grafmonumenten, of soms voor versiering van private tuinen.

### Legenden verbonden aan de kathedraal
Mettertijd ontstond een aantal legenden met betrekking tot de kathedraal. Het merendeel vindt zijn oorsprong in de middeleeuwen. De totstandkoming van een zo ingewikkelde bouwwerf, uitgespreid over meer dan een eeuw, gaf aanleiding tot het ontstaan van de legende van de holle steen: dit zou een steen zijn, op een onbekende plek door de bouwvakkers geplaatst, op een zodanige wijze dat indien men de steen zou wegnemen, het volledige gebouw zou instorten.
Een andere legende heeft betrekking op één der waterspuwers van de Matthiastoren. De betrokken gargouille is - in tegenstelling tot de andere - niet diervormig, maar stelt een vrouw voor, met uitstulpende ogen, in de ene hand een drinkglas houdend, en in de andere een fles. 
Men beweert dat de meestergast van de Matthiastoren op deze wijze zijn aan de fles verslaafde vrouw voorstelt. Vermits zij hem tot schande was, liet hij haar eeuwig regenwater van de toren uitspuwen.
Er bestaat ook een legende over de lantaarn van koning Matthias, die een bovennatuurlijke macht zou hebben: elke persoon, beschuldigd van diefstal, die in het licht van de lantaarn zou komen, werd vrijgesproken.
De Matthiastoren zou niet tot de voorziene hoogte opgetrokken zijn, wegens de val van een der werklieden, hetgeen beschouwd werd als een ongunstig voorteken.
In verband met de traditionele viering van het Heilig Bloed in Košice, bestaat er eveneens een legende. Deze ontstond toen op een zondag, een onoplettende priester struikelde en daarbij de kelk met geconsacreerde wijn op de vloer stootte. Terstond vormde zich daar een tekening van de passie van Christus. Sommige gelovigen zouden het gekerm van Christus gehoord hebben.

### De kathedraal in de kunst en de literatuur
De oudste vedutas van Košice, op het einde van de 16de en het begin van de 17de eeuw, tonen de kathedraal als het belangrijkste gebouw van de stad.
De kathedraal werd ook beschreven in de roman Reisverslag van Daniël Speer (1636-1707), in het begin van de tweede helft van de 17de eeuw.
De Duitse schilder Jakob Alt (1789-1872) maakte in 1839 de omgeving van de kathedraal aanschouwelijk op twee aquarellen:
- De kathedraal van Košice
- Het plein voor de kathedraal van Košice.

Hij toonde met veel architecturale details het leven en de sfeer rondom de kerk.
Een getrouwe voorstelling van de kathedraal in haar toestand vóór de grote reconstructie, vindt men in de gravure van de Neurenbergse illustrator Ludwig Rohbock, gepubliceerd in zijn werk Ungarn und Siebenburgen in Malerischen Original-Ansichten (Darmstadt 1856-1863).
De plaatselijke vertegenwoordiger van de romantiek, František Klimkovic, schilderde in 1886 het doek Hlavná-straat in Košice met een zicht op de kathedraal, gezien vanaf het zuiden.
De uit Košice afkomstige Hongaarse schrijver Sándor Márai (1900-1989), verduidelijkte in een autobiografie zijn achting voor de kathedraal. In zijn werk drukte hij de disproportie uit, tussen de tempel en de andere gebouwen van de stad, toen hij schreef: «Deze kathedralen werden gebouwd met zoveel overtuiging en nederigheid, ze willen niet onderwerpen maar tot uiting brengen, en niet overheersen maar leiden ...» (Tocht doorheen Košice - 1941).
Verder werden nog gepubliceerd :
- Eugen Krón: Cours de la maison N°7 de la rue Orlej (1942),
- Elemír Halász-Hradil: Avond voor de kathedraal van Košice (1943),
- Janko Alexy (1894-1970): Kathedraal van Košice (1942),
- Ludovít Feld (1904-1991): Zicht op de kathedraal van Košice vanaf het zuiden (1970).

### De kathedraal in het aartsbisdom Košice van heden

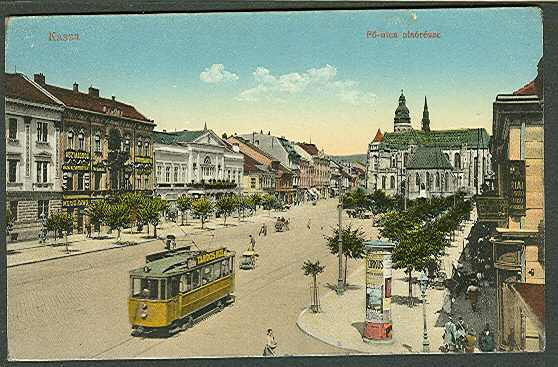

Het bouwwerk is thans de hoofdkerk van het aartsbisdom Košice en is de parochiekerk van de Sint-Elisabeth-parochie.
Jaarlijks worden er drie christelijke feesten gevierd:
- Witte Donderdag,
- Sint-Andries (de patroon van het aartsbisdom),
- de Heilige Martelaren van Košice: Marko Krizin (1589-1619), Stephan Pongrácz (1582-1619) en Melchior Grodziecki (1584-1619): allen gefolterd en vermoord op 7 september 1619.

Een bijzondere viering wordt eveneens gehouden op 17 november. Dit de overlijdensdag van Sint-Elisabeth: de patrones van de parochie, wier relieken in de kerk bewaard worden.
Op de gewone weekdagen worden drie missen in het Slowaaks gecelebreerd en op zondag zeven missen, waarvan één in het Latijn en één in het Hongaars.
De jaarlijkse kerstviering wordt er door de Slowaakse openbare televisieomroep regelmatig uitgezonden.
De kathedraal is tevens de plek waar twee opmerkelijke concerten plaatsvinden:
- het Filharmonisch Staatsorkest van Košice, en
- het Internationaal Orgelfestival Ivan Sokol (in september).

De kerk is voor het publiek toegankelijk. Mits betaling van entreegeld is bezoek van de Sigismundtoren mogelijk, met bezichtiging van de:
- klokken en het torenuurwerk,
- crypte van Frans II Rákóczi,
- koninklijke tribune,
- verbonden wenteltrappen en de
- nabijgelegen Sint-Michielskapel.

Een onderzoek bij de plaatselijke bevolking werd georganiseerd door de Toeristische Informatiedienst. Dit had tot doel de zeven wonderen van Košice te bepalen, met als resultaat dat de kathedraal op de eerste plaats uit de bus kwam en haar patrones een jaar later, bij een gelijkaardige bevraging, gekozen werd als de grootste telg van Košice aller tijden.